# Animaux dans le Proche-Orient ancien
Vous lisez un « article de qualité » labellisé en 2012.
Sauf précision contraire, les dates de cet article sont sous-entendues « avant l'ère commune » (AEC), c'est-à-dire « avant Jésus-Christ ».
Le Proche-Orient ancien offre un intérêt particulier pour l'étude du monde animal et de ses interactions avec l'espèce humaine, dans la mesure où c'est dans cet espace qu'apparaissent, à partir du IXe millénaire av. J.-C., les premiers cas de domestication d'animaux (après celle du chien), et les premiers textes relatifs aux rapports entre hommes et animaux (dans la seconde moitié du IVe millénaire av. J.-C.), qui portent un éclairage plus profond sur des relations déjà documentées pour les périodes postérieures par des restes archéozoologiques, artefacts et représentations figurées. Ce sont ces diverses sources qui permettent d'étudier ce sujet, profondément renouvelé depuis plusieurs années par diverses recherches sur les relations hommes/animaux (ethnozoologie).
Le Proche-Orient ancien connaît à partir du Xe millénaire av. J.-C. un processus de néolithisation caractérisé par la domestication des plantes et celle des animaux. Cette dernière a profondément bouleversé la vie des sociétés humaines en modifiant leurs activités, leurs ressources et leur rapport à la nature, notamment en reléguant la majeure partie du monde animal dans la catégorie du « sauvage ». La constitution d'une société de plus en plus complexe avec, en point d'orgue, l'apparition de l'État et de l'urbanisation, entraîne par la suite d'autres changements, notamment le développement d'un élevage à grande échelle réparti entre plusieurs acteurs (palais royaux, temples, nomades). D'un point de vue utilitaire, les hommes mobilisent les animaux pour la prestation de divers services dans des activités cruciales (agriculture, transports, guerre) et utilisent les produits animaux à différentes fins (alimentation, vêtements en laine et cuir, etc.).
Les rapports entre les hommes et les animaux ont également un aspect symbolique constant. Plusieurs animaux étaient considérés comme des véhicules de forces surnaturelles, des symboles divins, et pouvaient être mobilisés dans divers rituels majeurs (sacrifices aux dieux, divination, exorcisme). Les nombreuses représentations artistiques d'animaux renvoient généralement à cet aspect symbolique. Les lettrés ont également procédé à des tentatives de classification des animaux qu'ils connaissaient, et ont développé des stéréotypes sur les caractères de plusieurs d'entre eux, qui se retrouvent dans divers textes littéraires, notamment ceux dans lesquels des hommes sont comparés à des animaux pour mettre en avant un trait de leur personnalité. Si certains animaux ont eu un statut symbolique élevé (lion, taureau, cheval, serpent), d'autres se sont en revanche vu dénigrés et parfois frappés d'infamie (porc).

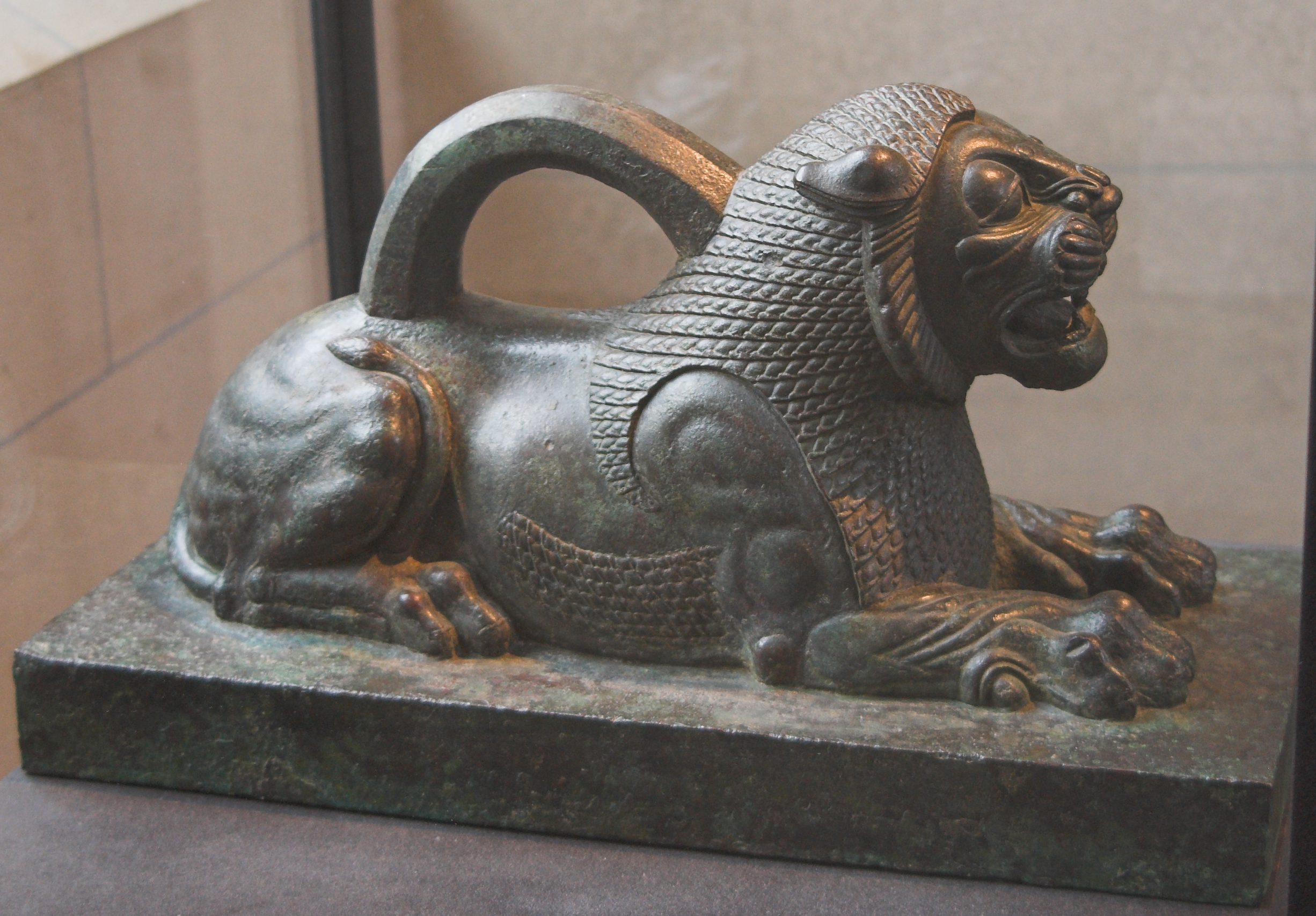
Poids en forme de lion, bronze, Suse, époque achéménide,

## Les animaux du Proche-Orient ancien
Le sud-ouest asiatique est une vaste zone zoologique de transition, assurant la liaison entre différents espaces continentaux (Europe, Asie, Afrique). Les espèces attestées vont de celles caractéristiques du monde tempéré au nord, jusqu'au monde subtropical à l'extrême sud. Le développement de sociétés complexes dans le Proche-Orient qui a apporté des changements dans le monde animal de cette région, lors du processus de « néolithisation », qui voit les premières expériences de domestication des animaux, qui entraînent une coupure entre animaux domestiqués et animaux non domestiqués, et par la suite l'introduction d'animaux domestiqués hors du Moyen-Orient.

### Les animaux domestiques

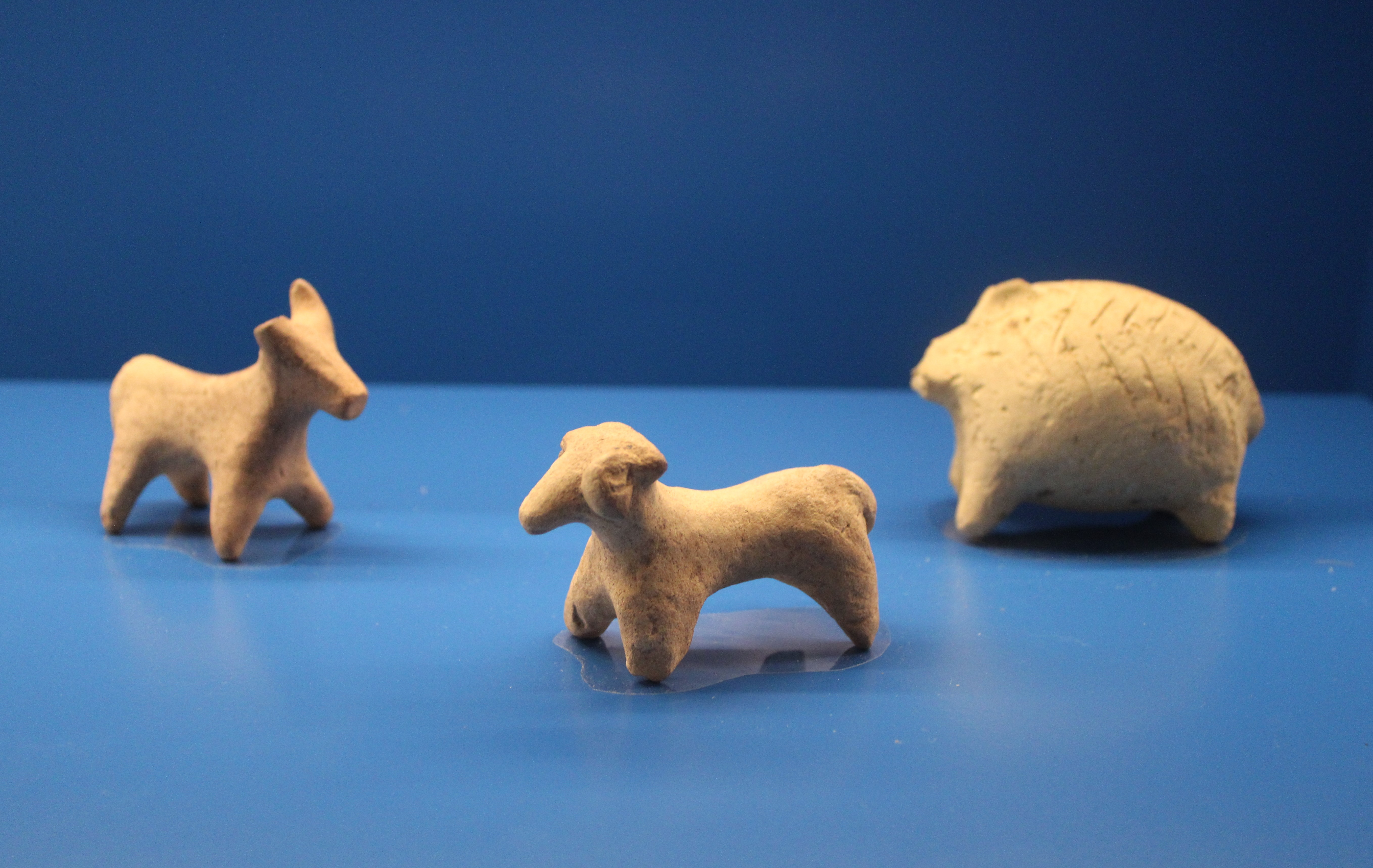
Figurines d'animaux domestiques provenant de tombes de Kish (Mésopotamie), datées d'environ 2500-2300 av. J.-C. : de gauche à droite, une vache, un bélier et un porcin. Ashmolean Museum.

#### Le processus de domestication et ses évolutions
Selon D. Helmer, la domestication peut être définie comme « le contrôle d'une population animale par l'isolement du troupeau avec perte de panmixie, suppression de la sélection naturelle et application d'une sélection artificielle basée sur des caractères particuliers, soit comportementaux, soit culturels. Les animaux deviennent la propriété du groupe humain et en sont entièrement dépendants ». Elle se distingue de l'apprivoisement, qui ne concerne que des individus isolés d'une espèce sauvage.
Le processus de domestication des animaux n'est pas aisé à identifier. Les recherches en archéozoologie (trouvailles de restes d'animaux sur des sites archéologiques) permettent de mieux connaître ce phénomène. Il s'agit d'étudier si un animal est plus présent qu'un autre, ce qui peut indiquer qu'on l'a domestiqué (mais ce peut être un exemple de chasse sélective), si son anatomie a été modifiée par la domestication. Identifier la date d'une première domestication est donc compliqué, mais vu qu'il s'agit de périodes très reculées, la datation est de toute manière très vague. Identifier un lieu ou une région de domestication est également une tâche difficile, dans la mesure où une nouvelle découverte peut rapidement modifier nos connaissances. De plus, on tend à penser qu'il a pu exister plusieurs foyers de domestication pour certaines espèces, même à l'échelle du Moyen-Orient. La domestication est donc un processus complexe, long, progressif, mais cohérent : la domestication des ongulés est effectuée sur en gros un millénaire, ce qui illustre bien le fait que les sociétés d'alors aient été en mesure d'employer les mêmes techniques pour domestiquer plusieurs espèces facilitant leur mode de vie. Les espèces domestiquées sont souvent des espèces très chassées auparavant, et on présume que la domestication a pu être précédée d'une chasse spécialisée voire sélective, privilégiant un certain type de gibier, dont les déplacements ont progressivement été organisés, de même que l'alimentation, les lieux de reproduction, sur un territoire précis. Mais une espèce très chassée comme la gazelle n'a jamais été domestiquée. La domestication a pu également se produire après la capture d'animaux, que les groupes humains ont continué à contrôler.
Concrètement, le phénomène est un des éléments marquant le début du processus de néolithisation, sans doute contemporain des premières expériences de domestication d'espèces végétales au Proche-Orient, entre le sud du Levant et le sud de l'Anatolie. Des expériences d'intensification dans la gestion de troupeaux d'animaux ont eu lieu un peu plus tôt, conduisant probablement aux premières expériences de domestication dès 9500 av. J.-C. (au néolithique précéramique A), mais cela reste complexe à déceler car il n'y a pas à ce stade d'évolution morphologique des animaux. La domestication se concrétise assurément à partir de 8500-8300 (durant le néolithique précéramique B), période pour laquelle les modifications morphologiques sont incontestables.
La recherche des raisons de la domestication des animaux a donné lieu à plusieurs hypothèses, qui rejoignent celles ayant été développées pour expliquer la « révolution néolithique ». Une idée répandue est que la domestication est une conséquence du réchauffement du climat après la fin de la dernière période glaciaire, provoquant une diminution des ressources disponibles pour les groupes humains (plantes et animaux), qui auraient alors cherché à contrôler celles-ci pour s'assurer une meilleure utilisation. Ce facteur a sans été doute déterminant, mais ne doit pas reléguer les autres au second plan. De plus, les animaux n'ont pas forcément été domestiqués pour leur viande, car la chasse semble rester le moyen le principal pour en obtenir jusque vers le VIIIe millénaire, même si la viande ou la graisse des animaux élevés ont pu permettre d'équilibrer le régime alimentaire des premiers agriculteurs, de même que le lait. La domestication est indissociable d'un processus de sélection des espèces par les hommes. Les animaux domestiqués ne sont pas des concurrents alimentaires potentiels pour les hommes, excepté le chien (ou le chat, peu attesté dans le Proche-Orient ancien), qui joue lui le rôle spécifique de compagnon des humains. Au contraire, ils sont des partenaires alimentaires des agriculteurs puisque si ceux-ci se nourrissent des graines des céréales et légumineuses qu'ils font pousser, ils ne peuvent assimiler la cellulose contenue dans la paille, les tiges et les feuilles, à la différence des ruminants domestiqués : il y a donc peut-être un lien entre la domestication des plantes et celle des animaux. On remarque également que la sélection précède la domestication, et qu'elle se poursuit après, l'homme contrôlant la reproduction des bêtes. Sur le long terme, cela entraîne des modifications des espèces domestiquées, notamment morphologiques et anatomiques, par exemple la perte de cornes par les moutons et surtout la diminution de leur taille, ce qui permet aux archéozoologues d'identifier les premiers animaux domestiques. Elle modifie également le cycle reproductif des animaux, puisque lorsqu'ils sont domestiqués ils n'ont plus de période de rut et de mise à bas et peuvent donc procréer toute l'année.
Selon des approches sous l'angle de la « symbolique », la domestication des animaux s'accompagne d'un changement des conceptions de l'homme vis-à-vis de la nature, dont il se rend compte qu'il peut chercher à la contrôler, à la dominer. Cela rejoint les thèses développées par J. Cauvin, qui fait de la néolithisation la conséquence d'une « révolution des symboles » et voit dans la domestication des animaux avant tout la conséquence d'« un désir humain de domination des bêtes ». La relation hommes-animaux telle qu'elle se construit dans la documentation est désormais moins vue sous l'angle de la domination que par le passé, comme un rapport moins déséquilibré qu'il ne semble. On ne saurait quoi qu'il en soit minimiser l'impact de la domestication des animaux sur les sociétés humaines, qu'elle a profondément bouleversé, aussi bien dans des aspects utilitaires, économiques, biologiques (mise en commun des virus), sociaux par la constitution de communautés d'hommes et d'animaux, et symboliques avec la distinction entre le sauvage qui est extérieur à la société humaine et le domestique qui en fait pleinement partie. En construisant une société avec les animaux domestiques, l'homme est donc amené à se changer lui-même, en s'adaptant lui aussi à ses partenaires, qui ne peuvent être réduits à des simples êtres dominés.
La phase de domestication des animaux est suivie par une autre évolution marquante, qui voit les animaux être utilisés non plus pour les produits fournis après leur abattage (peau, viande, graisse, os), mais aussi pour des produits renouvelables, ou secondaires, qui ne nécessite par leur mise à mort (laine, poils, lait) et leur force de travail (trait, bat). Cette étape a été nommée « révolution des produits secondaires » par A. Sherratt. Placée à l'origine au IVe millénaire av. J.-C. (donc au chalcolithique final), cette évolution est sans doute plus ancienne, puisque le lait des animaux domestiqués pourrait avoir été utilisé couramment à partir du VIIe millénaire av. J.-C. d'après l'analyse de la documentation archéologique de ces époques, et peut-être même avant, dès la fin du néolithique précéramique B. De même la force de traction des bovins aurait pu être utilisée dès le néolithique, ainsi que la laine des moutons et les poils de chèvre, même si cela reste difficile à établir par l'archéologie. Le IVe millénaire av. J.-C. verrait plutôt une intensification de l'exploitation de ces produits secondaires, accompagnant l'apparition des structures étatiques et des sociétés urbaines, avec leurs institutions disposant de vastes troupeaux.

#### Les animaux domestiques du Proche-Orient ancien

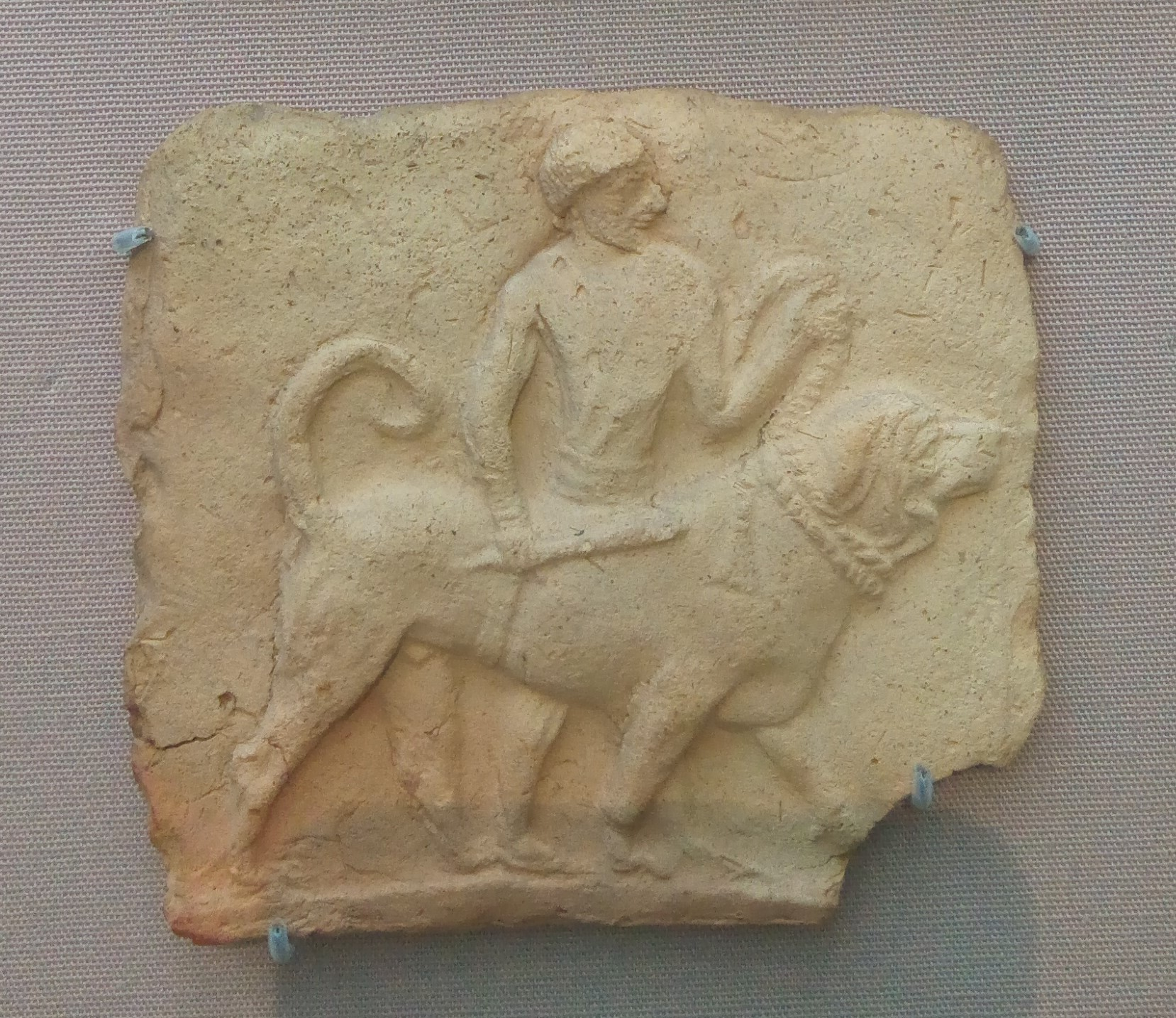
Plaque en terre cuite représentant un homme conduisant un chien en laisse. Borsippa, début, British Museum.

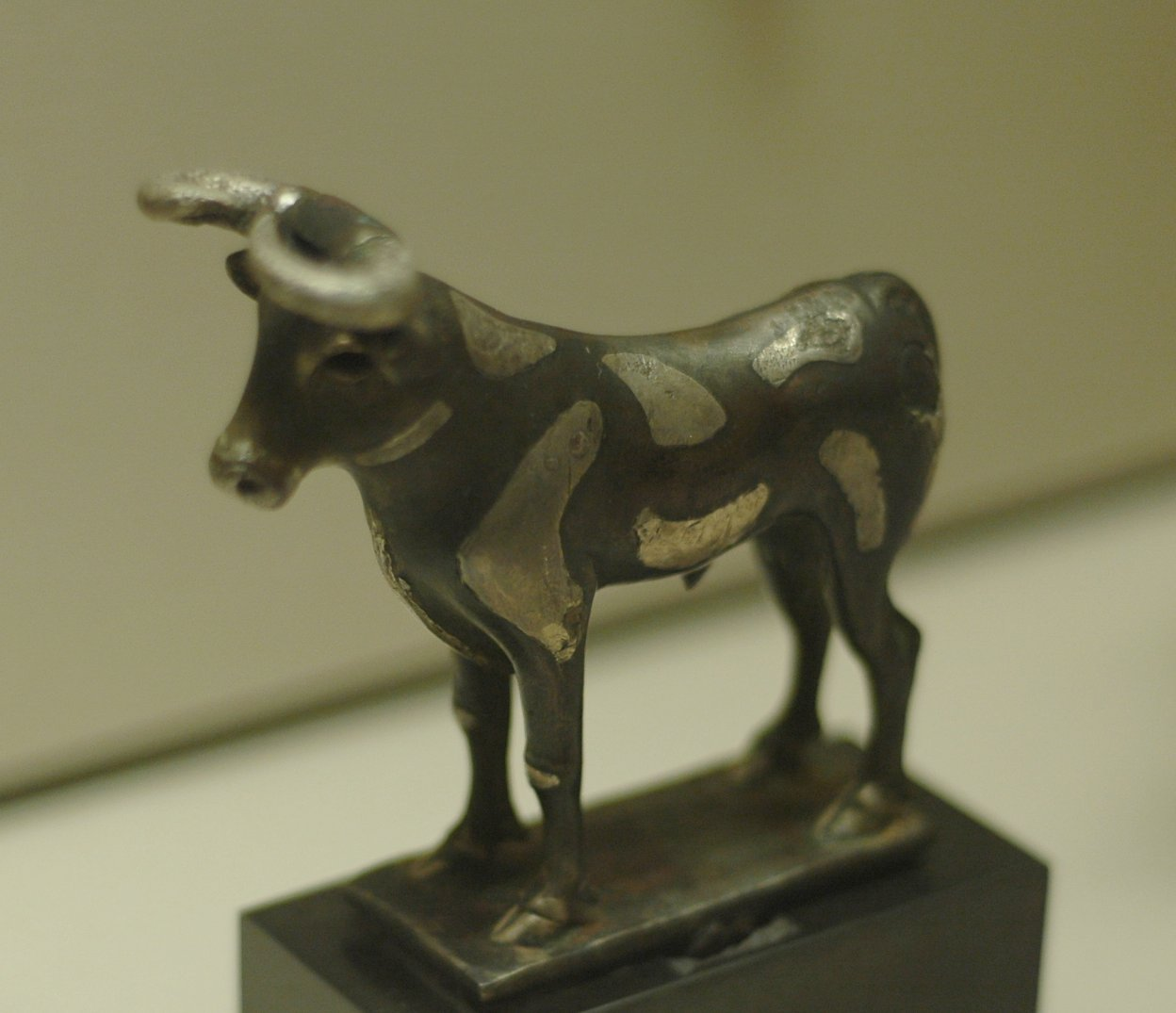
Statuette en bronze représentant un taureau, Mésopotamie,

Le premier animal domestiqué est le chien, sans doute dès la fin du Paléolithique : on trouve des chiens enterrés avec des hommes à partir de la période natoufienne (c. 12000-10000), à Mallaha et Hayonim au sud du Levant. Le lieu géographique de sa domestication fait l'objet de débats, et rien ne permet d'affirmer qu'il a été domestiqué au Proche-Orient. Le fait qu'il ait été le premier animal domestique, dans une société antérieure au Néolithique ne pratiquant pas l'agriculture, le place dès les débuts à part des autres animaux dans sa relation avec l'homme,.
Le Néolithique est la grande période de domestication d'animaux, quand sont domestiqués les quatre ongulés qui fournissent par la suite l'essentiel des animaux domestiques de la région. Le phénomène se fait donc sur quelques siècles, et est centré sur la région du Taurus et du Nord du Levant (hautes vallées de l'Euphrate et du Tigre), avec une diffusion rapide vers le sud du Levant et vers le Zagros à l'est. Les caprinés semblent avoir été les premiers domestiqués, mais les recherches récentes ont mis en avant le fait que les deux autres les ont rapidement suivis. La chèvre apparaît entre 8500 et 8000, à la suite de la domestication de son espèce sauvage (Capra aegagrus) vivant dans les terrains hauts allant de l'Anatolie au Pakistan,. Cet animal aurait pu être domestiqué dans plusieurs foyers vers une même période : la région du Taurus et la Syrie (Abu Hureya), et dans le Zagros (Ganj-i Dareh). Le mouton est domestiqué au même moment à partir du mouflon vivant dans les régions sèches de l'Anatolie orientale et du Nord de l'Irak et de l'Iran actuels, là encore dans le Taurus et le Nord du Levant (Hallan Çemi, Nevalı Çori), et met plus de temps à se diffuser sur les sites du Levant Sud et du Zagros où il ne devient important que deux millénaires plus tard,. Les premiers bovins sont apparemment domestiqués un peu plus tard que les ovins et caprins, dans le Moyen Euphrate et le Taurus, même si des recherches récentes tendent à remonter leur domestication à une période contemporaine des deux autres. L'auroch est à l'origine des bovins domestiques les plus courants (Bos taurus : vaches, bœufs, taureaux),. Le cochon est domestiqué à partir du sanglier sauvage, dans le même endroit et en gros à la même période ou un peu plus tard (Cafer Höyük, Hallan Çemi), et se retrouve rapidement sur des sites du sud du Levant et du Zagros. Mais à la différence des trois précédents son élevage n'est jamais très répandu et décline à partir du IIe millénaire. Quoi qu'il en soit, au début du néolithique céramique, vers la seconde moitié du VIIe millénaire av. J.-C., les quatre animaux ongulés domestiqués sont présents sur des sites dans tout le Moyen-Orient.
D'autres animaux furent domestiqués ultérieurement, mais dans des régions extérieures au Moyen-Orient, depuis lesquelles ils y ont été introduits. Des buffles domestiques sont attestés en Mésopotamie à l'époque historique. Les équidés domestiqués au Proche-Orient sont les ânes, sans doute issus de la domestication de l'âne sauvage d'Afrique au IVe millénaire, en Égypte et au Moyen-Orient, avec des probables croisements avec l'âne sauvage asiatique (hémione ou onagre),. Les chevaux domestiques apparaissent dans les sources mésopotamiennes, syriennes et levantines vers la fin du IIIe millénaire et le début du suivant, et leur utilisation se répand rapidement par la suite, en faisant un des principaux animaux domestiqués aux côtés de ceux à avoir été domestiqués en premier. Les premières traces de chat dont la condition domestique ne fait pas de doute remontent à l'Égypte du Moyen Empire, mais cet animal a peut-être été domestiqué bien avant, comme le montre la découverte d'une sépulture d'un chat à Chypre remontant au VIIIe millénaire. Il reste peu présent dans les sources du Proche-Orient ancien, à la différence de l'Égypte antique. Le dromadaire est domestiqué au plus tard vers le milieu du IIIe millénaire ou au début du suivant, sans doute en Arabie, et il se répand au Proche-Orient au Ier millénaire. Le chameau de Bactriane est sans doute domestiqué vers la même époque en Asie centrale, puis se diffuse au Moyen-Orient dans le courant du IIe millénaire. Ces deux animaux connaissent une grande popularité dans les milieux désertiques à partir de la première moitié du Ier millénaire.

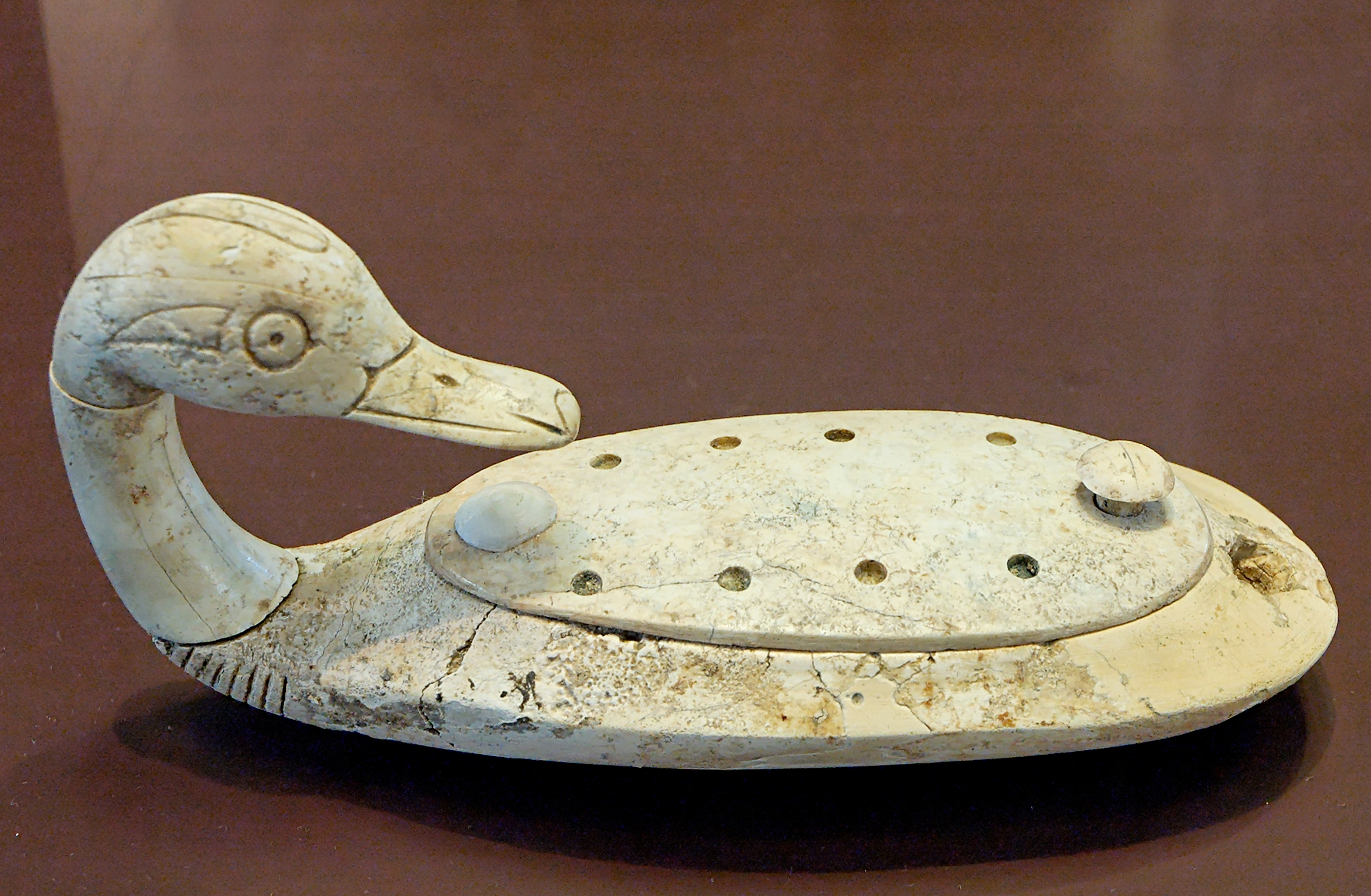
Boîte à fard en forme de canard,, Minet el-Beida (Syrie).

Quant aux volailles, on sait désormais que la poule est domestiquée en Asie orientale vers 6000 avant notre ère, et est attestée en Mésopotamie au IIIe millénaire. Concernant les pigeons, oies, colombes et canards, attestés très tôt autour des habitats néolithiques, il n'y a pas suffisamment de sources pour savoir s'ils étaient élevés couramment, et donc si certains avaient été réellement domestiqués. Les traces claires de leur élevage se trouvent au Ier millénaire. Les abeilles sont un cas de figure identique. Leur miel est probablement exploité très tôt durant la Préhistoire, mais l'homme ne cherche à les contrôler qu'à partir du IIIe millénaire, en Égypte. On trouve une mention de l'apiculture dans les Lois hittites.

### Les animaux sauvages
Parmi les ongulés non domestiqués, les hippotragues sont surtout représentés par les oryx, divisés en deux sous-espèces dans le Proche et le Moyen-Orient (scimitar et arabe). Les antilopinés (gazelles) sont divisés en diverses espèces vivant dans les biomes arides et semi-arides de l'Afrique du Nord jusqu'à l'Asie centrale et l'Inde. On remarque qu'ils sont beaucoup chassées par les sociétés du Natoufien : s'agit-il d'une chasse sélective, ou d'une pré-domestication qui n'a pas abouti ? Les caprinés non domestiqués comprennent le bouquetin (Capra ibex), la chèvre sauvage (Capra aegagrus), ou encore le mouflon. Les bovinés sauvages (auroch, bison) vivant dans les régions basses du Proche et du Moyen-Orient durant l'Antiquité ont disparu aujourd'hui.

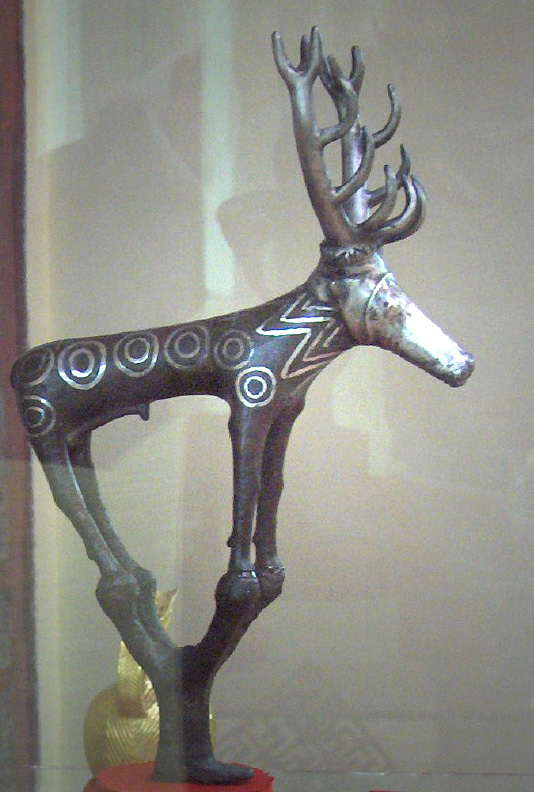
Statuette en bronze représentant un cerf, Alacahöyük (Turquie), fin du

Les carnivores les plus nombreux non domestiqués sont les loups. D'autres canidés non domestiqués étaient présents : des chacals, ainsi que diverses espèces de renards. Parmi les félins, le chat sauvage eurasiatique est sans doute le plus répandu. Des lions vivaient durant l'Antiquité dans les régions basses du Moyen-Orient ; on n'en trouve plus de nos jours. Le tigre de la Caspienne vivait au Nord de l'Iran et en Afghanistan, jusqu'au début du XIXe siècle de notre ère. On trouve toujours des léopards dans des régions montagneuses et collinaires du Proche-Orient. L'ours brun est également un des résidents des forêts de l'Asie du sud-ouest.
Les cervidés sont présents dans les terrains végétaux, ouverts et tempérés. Trois espèces sont indigènes au Proche et Moyen-Orient : le cerf, aujourd'hui présent en Turquie, au Caucase, et dans le Nord de l'Iran, le chevreuil, le plus petit du groupe, vivant aux mêmes endroits, et le daim, de taille moyenne, divisé en deux sous-espèces vivant dans deux zones différentes (européenne/anatolienne et mésopotamienne/perse). On trouvait également un type d'éléphant syrien, dans les terres basses et forêts ouvertes de Syrie et même d'Iran, jusqu'au début du Ier millénaire. Il était apparemment proche de l'éléphant asiatique, si l'on se fie aux représentations dont on dispose. Des hippopotames vivaient encore au sud du Levant jusqu'au Ier millénaire.
Peu de renseignements sont disponibles sur les rongeurs et chauves-souris, pourtant les mammifères les plus nombreux en individus. Certains rongeurs émergent avec la sédentarisation, la mise en place de l'économie agricole : la souris domestique, commensale de l'homme, apparaît au Natoufien en Palestine, à partir de souris sauvages. La souris épineuse est très courante dans les régions sèches. On trouvait également des castors, aujourd'hui en voie de disparition avec le recul de la forêt.
Parmi les mammifères marins figurent le phoque de la Caspienne, le phoque moine de la Méditerranée, le dugong dugon qui se rencontre dans le golfe Persique et parfois dans la mer Rouge ; parmi les cétacés, les dauphins sont beaucoup mentionnés dans les sources antiques (en mer Méditerranée, mer Rouge, golfe Persique).

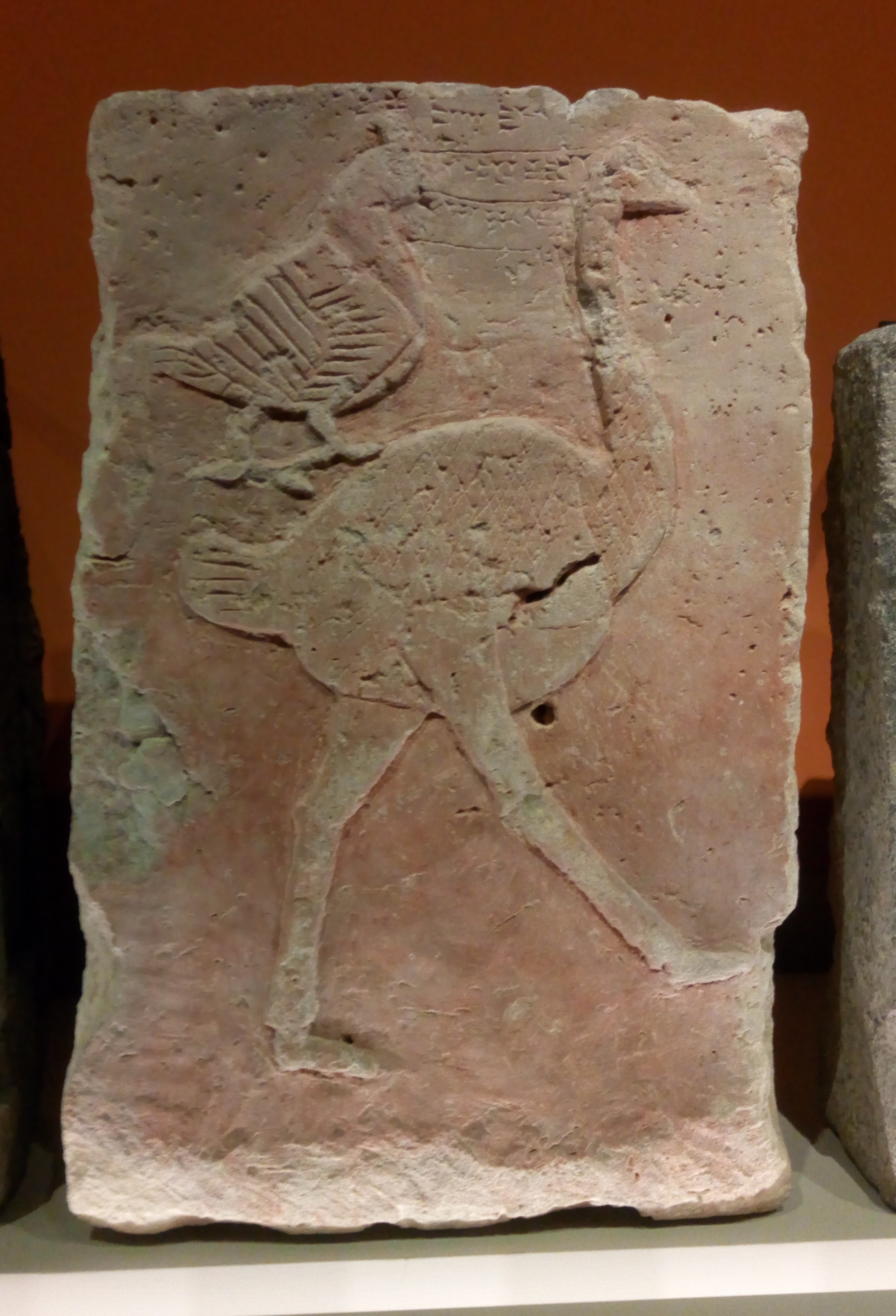
Autruche avec une perdrix sur son dos. Bas-relief du palais de Tell Halaf,

Parmi les oiseaux, les espèces résidentes sont à distinguer des espèces migrantes. Il a déjà été dit plus haut que rien ne démontre vraiment que le pigeon, l'oie ou la colombe aient été domestiqués, pas plus que le canard. On trouvait encore des autruches au Levant et en Arabie durant l'Antiquité. Beaucoup d'espèces migrantes survolent l'Eurasie pour aller hiverner au Proche-Orient, en Afrique du Nord ou en Asie du Sud.
Les insectes les plus mentionnés dans les textes du Proche-Orient ancien sont les criquets, notamment le criquet pèlerin, et les sauterelles (généralement sous une appellation générique ne permettant pas de bien les distinguer), mais on trouve aussi mention des abeilles, papillons, libellules, mouches et autres moustiques. Plus de 70 espèces de scorpions sont répertoriées actuellement dans l'aire géographique concernée, et il devait en aller de même dans le passé. Les poissons sont peu représentés dans les restes archéologiques, ou même dans les textes, mais on en trouve souvent des représentations, indiquant leur importance. Des reptiles apparaissent dans certains textes, avant tous les serpents. Les gastéropodes, notamment le murex, sont plus facilement identifiables par leurs restes. Enfin, les textes mésopotamiens font référence aux crustacés, notamment les crevettes,.

## Les animaux et les hommes: aspects utilitaires et récréatifs
À partir du Néolithique, les sociétés humaines entreprennent de contrôler une grande partie des animaux qui leur sont potentiellement utiles, ce qui amène un grand changement dans les rapports entre hommes et animaux au quotidien en bouleversant le fonctionnement des communautés humaines qui intègrent des animaux en leur sein, même si des formes antérieures peuvent subsister, comme la chasse ou la pêche. Avec l'affirmation de sociétés étatiques et de grands organismes capables de prendre en charge un grand nombre d'activités économiques à une échelle plus importante, le contrôle des animaux prend ensuite une nouvelle dimension. Cela permet aux hommes de disposer de produits issus d'animaux à diverses fins, mais aussi d'avoir de précieux auxiliaires pour les travaux ou les déplacements en des temps où les moyens techniques sont limités et où la force musculaire reste de loin la plus utilisée, donnant donc aux animaux une fonction utilitaire primordiale pour le fonctionnement des sociétés humaines. Il en découle parfois des rapports plus récréatifs ou intimes entre les hommes et les animaux. En même temps, les hommes doivent également composer avec divers risques liés aux animaux domestiques et sauvages.

### Disposer des animaux: chasse, pêche et élevage
Les hommes obtiennent les animaux sauvages par la chasse ou la pêche,. Ces activités, préexistant au Néolithique, peuvent être exercées par des individus isolés ou en groupes, travaillant pour leur propre compte ou bien celui des institutions, notamment le palais royal, auquel cas elles constituent leur métier. À moins qu'ils ne soient dans le dernier cas, les chasseurs et pêcheurs ont laissé très peu de traces, car les grands organismes sont les principaux pourvoyeurs de nos sources écrites. L'Épopée de Gilgamesh montre un chasseur utilisant des pièges pour capturer des animaux. Mais les chasseurs les plus mentionnés sont les rois, pour qui cette activité était valorisante, en tant que préparation à la guerre mais aussi pour des raisons symboliques (voir plus bas). De toute manière, la chasse est une activité secondaire pour fournir de l'alimentation à partir du IVe millénaire, et les grands organismes la délaissent donc. Les chasseurs du Proche-Orient ancien pouvaient chasser une grande variété d'animaux sauvages. On est assez bien informé sur les pêcheurs des cours d'eau et marais du sud mésopotamien vers la fin du IIIe millénaire, parce que l'État contrôlait leurs activités : ils sont organisés en groupes supervisés par un chef, qui leur distribue des rations de subsistance. Les textes mésopotamiens du IIe millénaire font clairement la différence entre les pêcheurs qui travaillent en mer, dans les marais, ou dans les terres. Ils pouvaient pêcher à la ligne, avec des hameçons, ou bien avec des filets et des nasses.

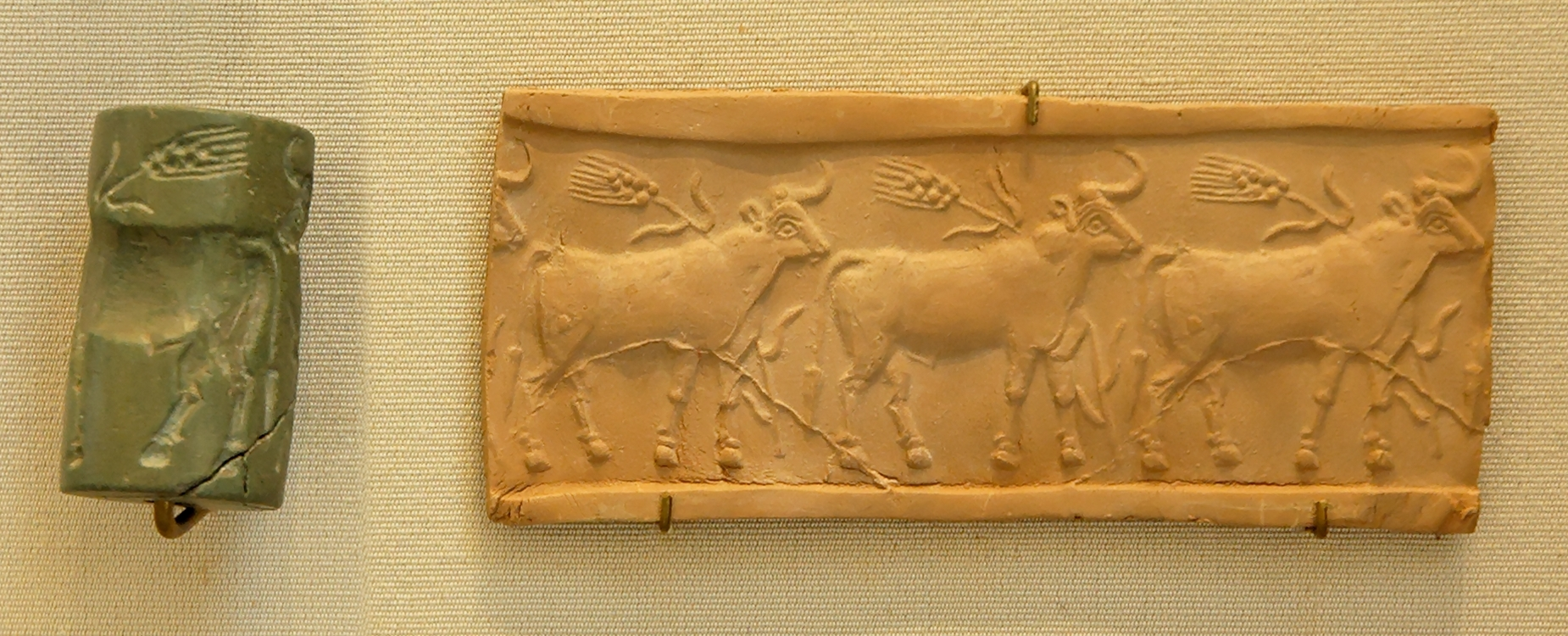
Sceau-cylindre avec son empreinte : troupeau de bœufs dans un champ de blé, période d'Uruk, musée du Louvre.

Développée à partir du Néolithique, peut-être après une chasse « sélective » privilégiant certains animaux qu'on a par la suite commencé à domestiquer, l'activité d'élevage des animaux domestiques (ou la simple « gestion » d'animaux comme les oiseaux de basse-cour ou les abeilles) est quant à elle plus productive pour l'homme que la chasse ou la pêche, et permet d'offrir une ressource beaucoup plus sûre, sans les aléas de la chasse, car elle organise le contrôle de toute la vie de l'animal (reproduction, croissance, déplacements, choix du moment propice pour l'abattage). Avec l'élaboration de sociétés plus complexes à partir du IVe millénaire (complexification sociale et politique avec l'urbanisation, l'apparition de l'État et le développement de l'administration) l'élevage prend une nouvelle dimension en étant plus spécialisé et systématisé, au moins dans les cercles du pouvoir. C'est dans ce cadre que l'on peut dater l'émergence de divers métiers spécialisés liés aux animaux : chasse, pêche, conduite des troupeaux, engraissage, dressage, transformation de divers produits animaux, etc. ; auparavant ces activités ne faisaient pas l'objet d'une division du travail aussi poussée.
B. Hesse propose de distinguer trois formes d'élevage dans les sociétés historiques du Proche-Orient ancien :
- l'« agro-pastoralisme » est un élevage effectué dans le cadre de la communauté villageoise, avec un bétail en nombre réduit appartenant à des familles qui l'utilisent en complément des cultures, donc pour un but avant tout vivrier, et le font sans doute paître sur les terrains en jachère ou les marges incultes de leur terroir. Les différentes activités liées à la gestion des animaux n'y font pas l'objet d'une division du travail poussée ;
- le nomadisme pastoral, qui est le fait de nomades ou semi-nomades évoluant généralement aux marges du monde sédentaire et organisés dans un système tribal (lequel regroupe souvent des sédentaires, la limite entre les deux groupes n'étant pas toujours nette). Ils échappent souvent aux sources écrites, n'étant généralement mentionnés que de façon indirecte quand ils sont au contact des sédentaires, et n'ont laissé quasiment aucune trace matérielle. Il repose sur des migrations saisonnières visant à chercher les points d'approvisionnement en eau et les zones de pâture (notamment la steppe en saison humide). Il ne s'agit pas d'un mode de vie voué à être autosuffisant, car il entre en symbiose avec les sociétés sédentaires pour effectuer des échanges (d'animaux et de leurs produits) et ententes (prise en charge de troupeaux de sédentaires, travaux agricoles de nomades sur les champs des sédentaires) vitaux pour les deux parties[57]. Des litiges pouvaient cependant survenir lors du passage des troupeaux des nomades sur les terres des sédentaires, et certains groupes nomades pouvaient commettre des exactions et rapines et devenir des éléments d'insécurité importants[58] ;
- l'élevage encadré par l'État et géré par les scribes de son administration, surtout connu pour les « grands organismes » (palais et temples) de la Mésopotamie du sud qui ont livré une abondante documentation sur la gestion de leurs troupeaux. C'est dans ce cadre que l'on trouve le plus de têtes de bétail et la division du travail la plus poussée. Les bêtes sont engraissées par des éleveurs spécialisés dans ce domaine, rétribués par le temple ou le palais, et surveillés par l'administration de l'institution. Leur abattage et la collecte des produits qu'elles fournissent sont supervisés. Ce système peut se superposer aux structures précédentes et les met parfois à contribution, par exemple quand des troupeaux sont confiés à des pasteurs nomades. Les grands organismes avaient en effet l'habitude de confier certaines de leurs bêtes à des bergers indépendants, qui devaient les élever tout en fournissant chaque année les nouveau-nés et certains produits (laine pour les moutons, tendons des bêtes mortes). Les bovins servant au travail agricole des temples ou palais étaient pour leur part nourris dans des parcs à bestiaux ou des étables, par des rations alimentaires en grains, comme les travailleurs humains[59]. Dans le cas précis des troupeaux des temples mésopotamiens, on notera que les animaux étaient considérés comme les troupeaux de la divinité tutélaire du temple et portaient sa marque (par exemple le croissant de lune pour le dieu-lune Sîn) ; comme les rois, les dieux avaient de nombreux animaux pour subvenir à leurs besoins (les sacrifices notamment, mais aussi le travail des champs des dieux) et aussi pour leur apparat[60].

Les ovins sont de loin les animaux qui sont les plus élevés, parce qu'ils se contentent de peu de nourriture, et peuvent s'adapter à de nombreux environnements climatiques. Les chèvres sont moins présentes dans la documentation mais devaient avoir une place importante. Les bovins, bien que moins nombreux, sont probablement plus utiles, car en plus de fournir des aliments en grande quantité (viande et lait) et leur peau, ils constituent une force de travail non négligeable. Ce sont eux qui ont le plus de valeur financière. Les textes distinguent souvent divers types d'animaux parmi une même espèce, en fonction de leur aspect, ou bien de leur origine géographique qui implique des spécificités : on trouve ainsi des moutons à queue grasse, de montagne, ou « amorrites », etc. À partir des différentes caractéristiques des animaux d'une même espèce, les éleveurs pouvaient pratiquer des croisements pour améliorer les facultés des races.

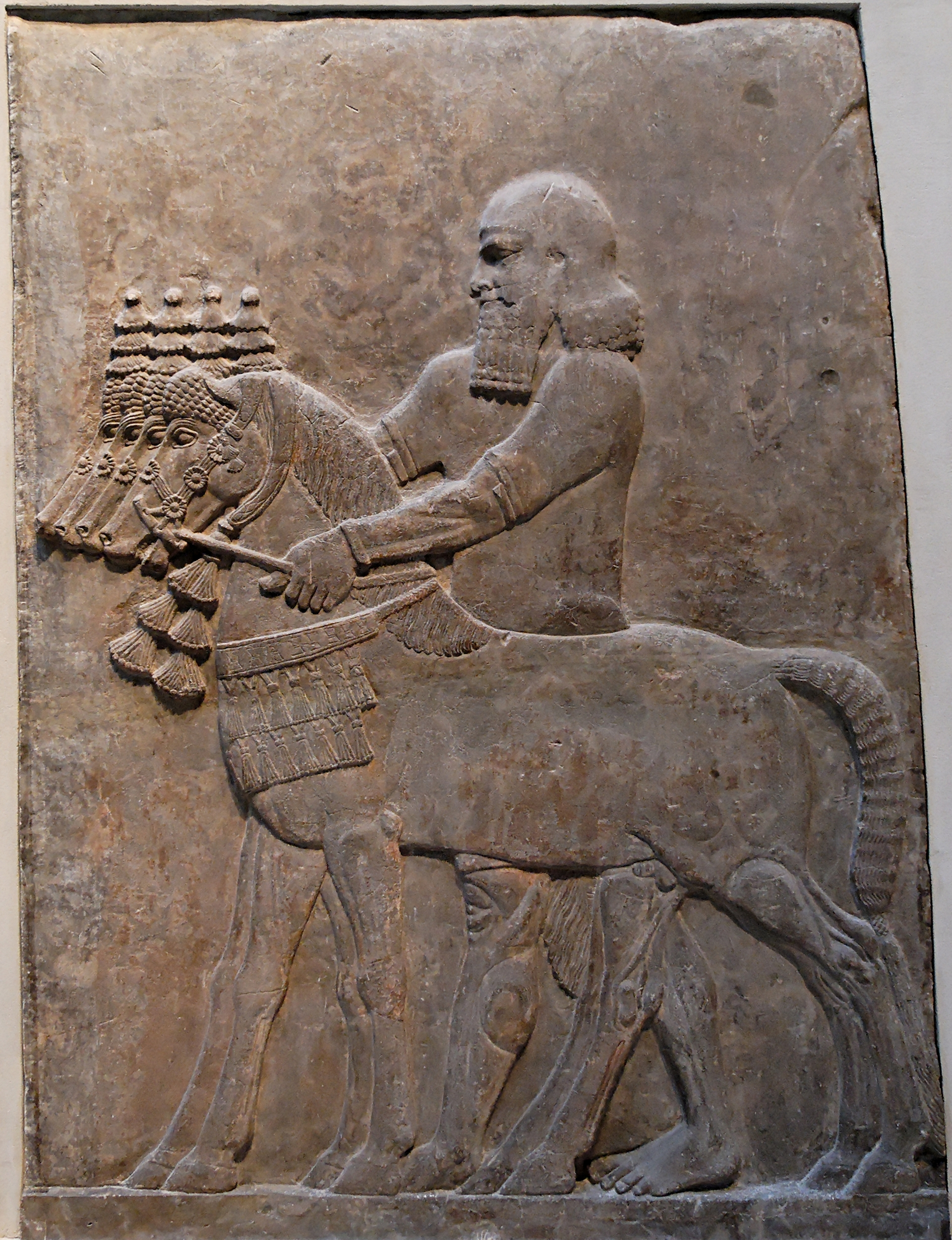
Écuyer conduisant des chevaux, bas-relief Dur-Sharrukin (Assyrie),

L'élevage du cheval est celui qui a fait l'objet du plus d'attentions. Cela est lié au fait que cet animal a un grand intérêt militaire et a revêtu avec le temps une fonction de prestige qui le place au-dessus des autres animaux domestiqués. Les Kassites et les Hourrites semblent avoir joué un grand rôle dans le développement de l'art de l'élevage du cheval à partir du milieu du IIe millénaire. L'élevage du cheval a donné naissance à une littérature spécifique : des textes dits hippiatriques (médecine du cheval) retrouvés à Ugarit en Syrie, et des conseils pour bien dresser les chevaux prodigués par un spécialiste hourrite nommé Kikkuli, retrouvés dans un texte hittite, et aussi à Assur. Des textes administratifs d'autres sites contemporains (Assur, Nippur) montrent également tous les soins portés à l'élevage des chevaux par les élites des différents royaumes du Proche-Orient ancien.
L'élevage est une activité génératrice de nombreux litiges, évoqués en particulier dans des textes législatifs qui permettent d'approcher certains aspects de cette activité. Des dégâts pouvaient ainsi être causés par des animaux domestiques : le Code de Hammurabi prévoit ainsi le cas où un bovin échapperait au contrôle de son maître et tuerait une personne, ou provoquerait des destructions matérielles. D'autres affaires pouvaient survenir lorsqu'une personne confiait des bêtes à un berger, comme l'envisagent plusieurs passages des lois mésopotamiennes, hittites ou de l'Exode, et qu'une bête était volée ou dévorée par un animal sauvage, ou mourait ou avortait par accident. Il fallait également surveiller les troupeaux de façon qu'ils n'aillent pas dégrader les zones de cultures. Dans ces cas-là, les législateurs cherchent surtout à établir s'il y a ou non responsabilité du propriétaire ou du berger à qui les bêtes sont confiées, et les éventuelles amendes et compensations.

### Produits fournis par les animaux pour l'alimentation et l'artisanat

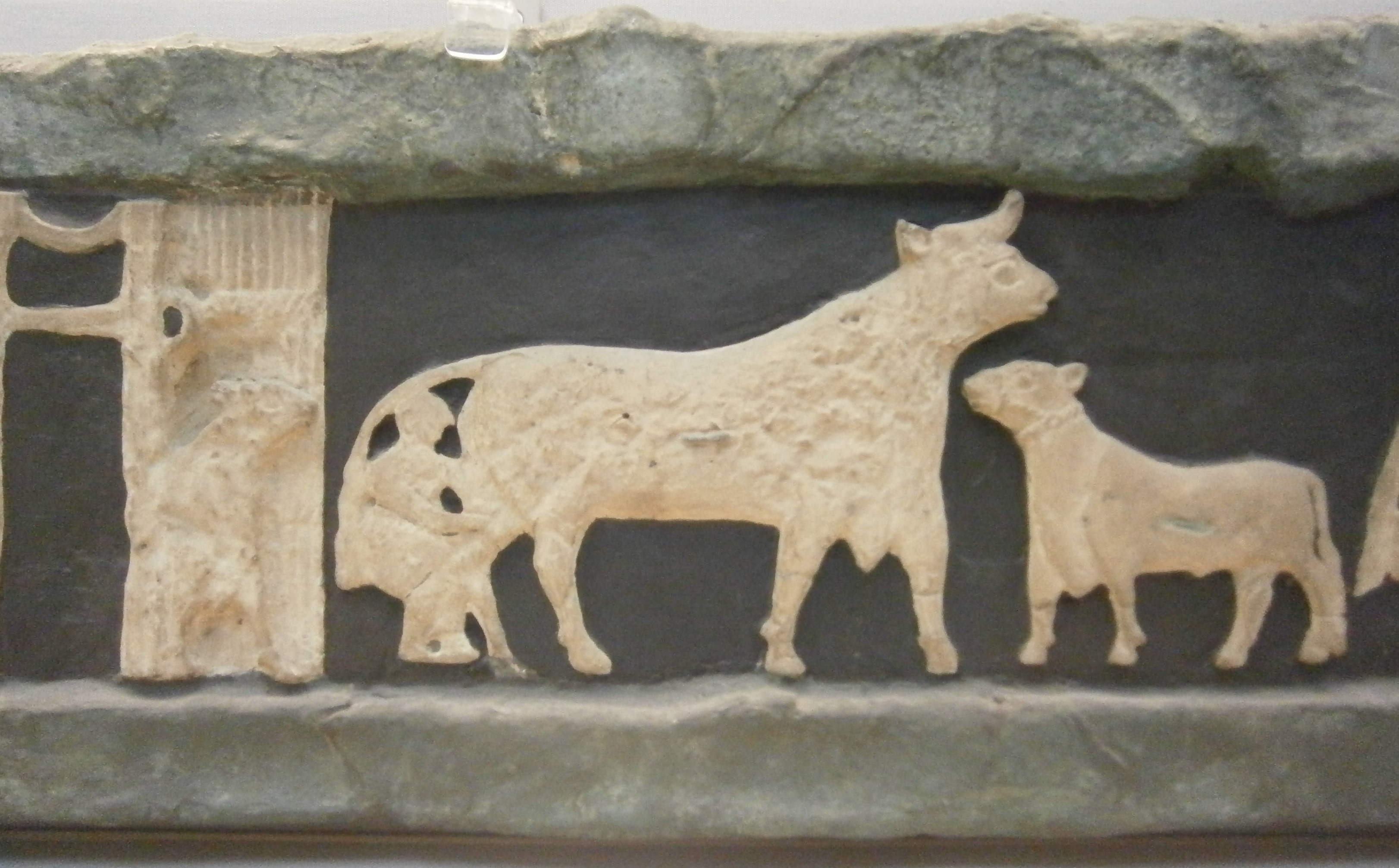
« Frise à la laiterie », détail : un homme trait une vache. V. 2500 av. J.-C., El-Obeid, British Museum.

Les animaux sont exploités pour les produits alimentaires qu'ils peuvent fournir aux hommes,. La consommation de viande est occasionnelle pour la plupart des habitants du Proche-Orient ancien, et vient loin derrière celle des végétaux. Elle est avant tout fournie par l'élevage à partir du IVe millénaire, la chasse devenant alors très secondaire. Il s'agit surtout de celle de moutons, mais aussi de caprins, de bovins et de porcs, voire de la volaille, et accessoirement d'animaux chassés comme les gazelles, les cerfs, les sangliers ou des oiseaux sauvages, voire certains types de souris. Les poissons se retrouvaient également au menu des anciens habitants du Proche-Orient, de même que certains crustacés, et des tortues. Certains insectes étaient également mangés (criquets, sauterelles), ce qui pouvait constituer un apport intéressant en protéines. La viande pouvait être consommée fraîche, mais pour la conserver longtemps il fallait la saler, la sécher ou la fumer. Des poissons et insectes pouvaient aussi être consommés en sauces. La graisse des porcs, et le sang de certains animaux entraient également dans la composition de certains plats. Les bovins et les caprins fournissaient du lait, qui était bu ou transformé en beurre, babeurre, petit-lait ou en fromage, dont plusieurs variétés sont connues par les textes. Les nomades, qui se livrent traditionnellement à l'élevage, avaient sans doute plus facilement accès à ces produits que la majorité des sédentaires. Les œufs des oiseaux domestiques et sauvages étaient également mangés. Le miel est un produit très prisé. Si on consommait généralement les animaux dans un but alimentaire, parfois ils pouvaient entrer dans la composition de produits médicinaux.
Les hommes élevaient et chassaient des animaux pour se vêtir : laine des moutons, poils des chèvres, peaux d'animaux domestiques et sauvages,. Ils avaient développé des techniques de traitement de ces matières premières : tannage des peaux pour en faire du cuir, teinturerie (parfois à l'aide de murex, qui permet d'obtenir une couleur pourpre). Cela constituait une alternative à la confection de vêtements en lin. On fabriquait des sacs et des outres en cuir, ainsi que des harnachements pour les animaux, des éléments de mobilier ou d'armement. La fibre de laine et les poils d'animaux pouvaient également servir à confectionner des cordes et des fils. La graisse animale était utilisée comme lubrifiant dans l'artisanat (textile, métallurgie, charrerie). Le fumier peut enfin servir de combustible, ou dans des constructions. Les tendons animaux étaient utilisés en cordonnerie, pour la couture, voire la menuiserie. Les artistes et artisans étaient également versés dans le travail de l'os, des coquillages, et de l'ivoire qui sert de matière première pour des objets de luxe : boîtes à fard, éléments de statuettes, de mobilier. Il était prélevé sur des hippopotames, des éléphants, et aussi des dugongs. Des objets étaient également faits dans des cornes de caprins, ovins, ou des gazelles, notamment des récipients.

### Les animaux, auxiliaires des hommes dans diverses activités

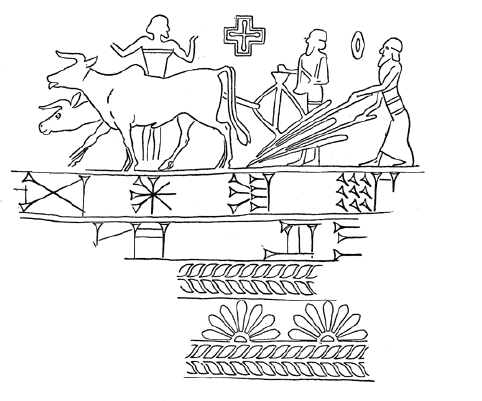
Empreinte de sceau de la période kassite (fin du) représentant une équipe de laboureurs conduisant un araire tiré par deux bovins.

Les animaux domestiques sont souvent des auxiliaires assurant des services essentiels pour les hommes dans des activités importantes : travaux agricoles, transport, chasse et guerre. C'est pour cela qu'il semble que les Anciens divisaient les animaux entre ceux qui étaient productifs et ceux qui ne l'étaient pas (voir plus bas). Le chien, qui est le premier animal domestiqué, est ainsi très utile pour aider l'homme à la chasse, et aussi pour conduire les troupeaux, surveiller la maison. Des rapaces apprivoisés pouvaient également servir d'auxiliaires aux chasseurs, comme on le voit dans certains textes et sur des sceaux-cylindres.
Les activités agricoles font appel à des animaux de trait pour tirer les araires au moment des labours, avant tout des bovins (et sans doute aussi des ânes). Ces mêmes animaux étaient mobilisés après la moisson pour le foulage des céréales et ainsi séparer l'épi des grains.

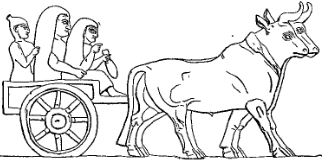
Déportés sur un chariot tiré par deux bœufs, d'après un bas-relief de Ninive,

Une autre activité majeure pour laquelle la force de travail des animaux domestiques était mobilisée était le transport, les animaux étant alors utilisés pour tirer des chariots (trait) ou porter des biens (bât). Même si des ânes ont pu être attelés pour tirer des traîneaux (avant l'apparition de la roue vers la fin du IVe millénaire) et des chariots lourds à quatre roues, cette fonction est essentiellement réservée aux bovins, puis par la suite aux chevaux, l'introduction de ces derniers au IIe millénaire permettant la réalisation de chars plus légers et rapides à deux roues. Les ânes sont essentiels pour le bât, avant le développement de l'élevage des chameaux et dromadaires au début du Ier millénaire par les tribus arabes, qui entraîne des changements dans les pratiques commerciales : grâce à sa grande capacité de résistance en environnement chaud et aride, il permet aux hommes de prendre des routes plus longues à travers les déserts. Pour les transports à longue distance, des caravanes sont organisées dès les époques les plus anciennes, et sont particulièrement bien connues pour le commerce des Assyriens en Anatolie centrale au début du IIe millénaire. La monte des équidés reste en revanche peu développée durant la période du Proche-Orient ancien, ne connaissant un essor qu'à partir du Ier millénaire, et surtout pour la chasse et la guerre.

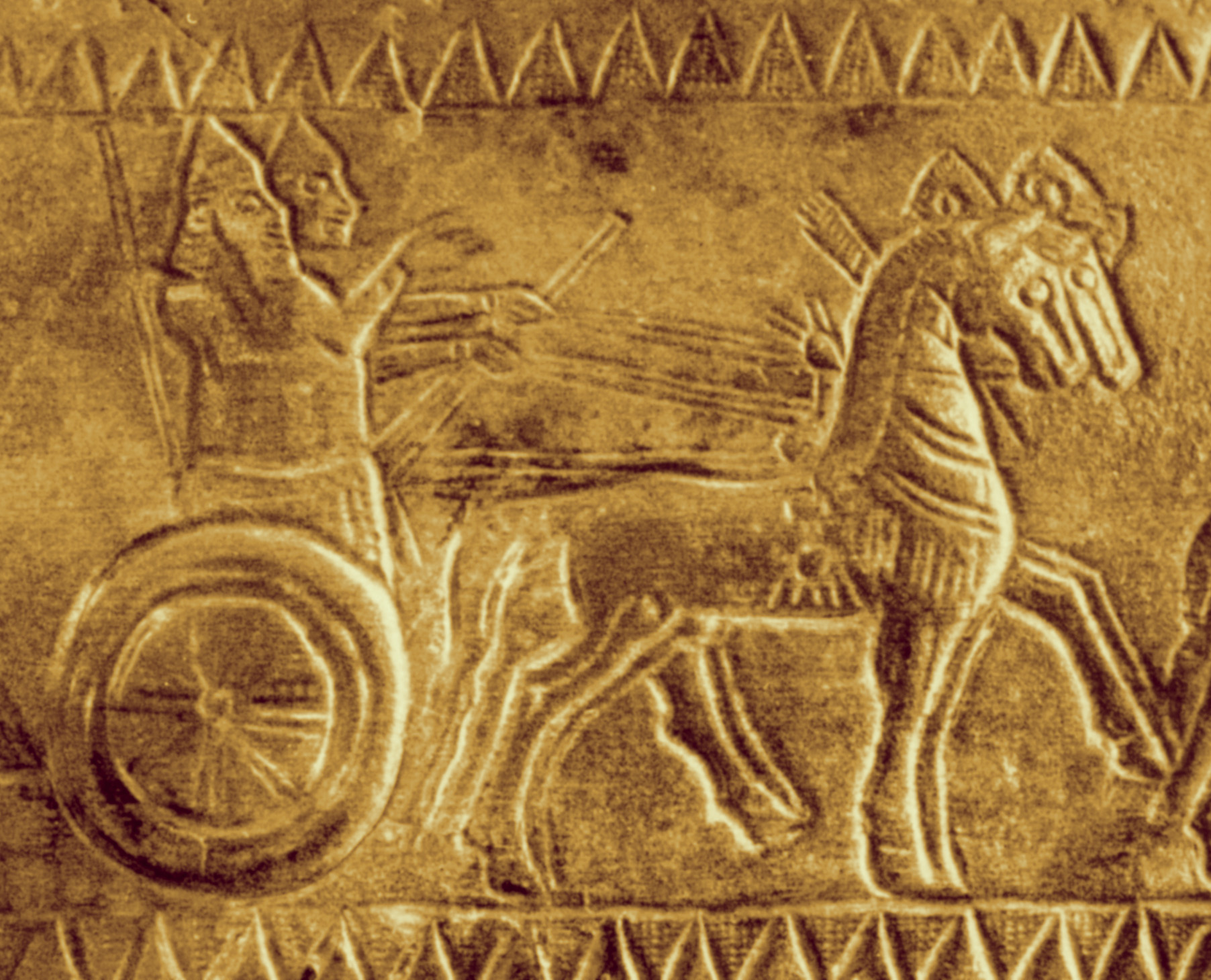
Le roi urartéen Sarduri II sur un char léger tiré par deux chevaux, détail d'un casque en bronze,

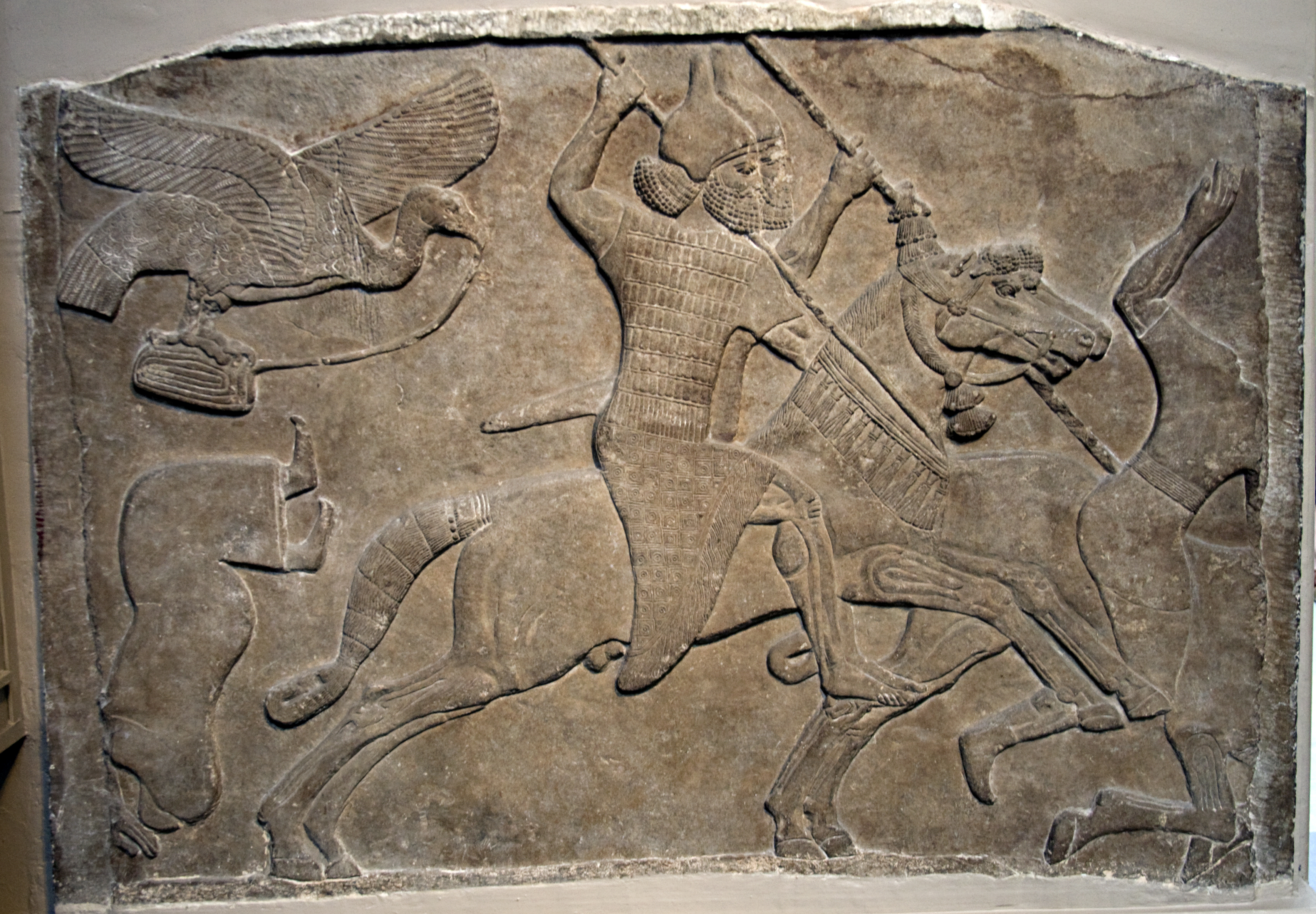
Cavaliers assyriens armés de lances, bas-relief du Palais central de Kalkhu/Nimrud, British Museum.

Dans la guerre, les animaux sont utilisés pour transporter tout l'appareil logistique suivant le principe de la caravane, mais aussi sur le champ de bataille en tant qu'animaux de trait et de monte. Les chars militaires sont connus en Mésopotamie à partir de la fin du IIIe millénaire, et sont alors des chars lourds à quatre roues pleines tirés par des ânes ou des équidés (ânes, hémiones, peut-être des chevaux ou des croisements de ces différents équidés). À partir du deuxième quart du IIe millénaire, le développement de l'élevage du cheval sous l'impulsion de divers peuples (Hourrites, Kassites, ainsi que des éléments Indo-Aryens) accompagne l'allègement des chars, qui sont alors à deux roues à rayons. Ils sont plus maniables et plus rapides, ce qui entraîne une révolution des techniques militaires sur les champs de bataille de la seconde moitié du IIe millénaire : offensives rapides, raids surprise comme l'atteste la bataille de Qadesh. L'armée assyrienne du début du Ier millénaire consacre ensuite l'organisation de chars tirés par deux chevaux et montés par trois soldats (conducteur, archer et porte-bouclier). Mais c'est aussi cette dernière qui développe la cavalerie montée, jusqu'alors peu employée, peut-être sous l'influence de ses adversaires araméens. L'invention de la martingale vers le début du VIIIe siècle permet une utilisation plus importante de la cavalerie, dont des compagnies sont organisées. La place essentielle que finit par occuper le cheval dans les pratiques militaires (et son corollaire la chasse) expliquent qu'il soit rapidement devenu un animal noble et prisé, au prix élevé, faisant l'objet de traités consacrés à son élevage et son entretien, privilège dont ne bénéficiaient pas les autres animaux, avant de devenir le symbole des guerriers dans les représentations artistiques,. La spécialisation de certains peuples et régions dans son élevage (Urartu, Mèdes, Scythes) leur conféra un avantage important sur les champs de bataille.

### La circulation des animaux
Les humains ont procédé à plusieurs déplacements d'animaux. Le cas des mouvements d'animaux domestiques depuis un foyer de domestication vers de nouvelles régions est celui qui prend le plus de temps, mais couvre le plus de distances. Ainsi, la poule, domestiquée en Asie orientale vers 6000, a été introduite au Proche-Orient trois millénaires plus tard, et passée ensuite vers l'Occident. Les animaux domestiqués au Proche-Orient ont été diffusés vers d'autres régions, dont l'Europe. Les restes archéozoologiques et les textes montrent en tout cas que les animaux pouvaient circuler sur de grandes distances à certaines occasions. La viande devait être fumée, séchée ou salée pour circuler sur de grandes distances. Sinon, on pouvait faire voyager des animaux vivants (y compris des poissons), pour ensuite les abattre sur le lieu d'arrivée si on souhaitait les consommer. Des poissons du golfe Persique ou de Méditerranée se retrouvent ainsi dans des sites de Haute Mésopotamie comme Tell Beydar, et des crevettes de mer en Assyrie.
Les déplacements d'animaux sur de longues distances pouvaient s'effectuer de façon sélective pour le bon plaisir des souverains, qui voulaient se constituer une collection d'animaux exotiques. Pour cela ils avaient plusieurs moyens à leur disposition. D'abord la voie diplomatique : le roi Zimri-Lim de Mari obtient ainsi un chat égyptien. Mais il y avait aussi des animaux offerts en tribut : les rois assyriens demandaient aux vaincus de leur offrir des animaux exotiques, quand ils ne capturaient pas eux-mêmes ces animaux au cours de leurs campagnes militaires.
Sur des distances moins longues mais parfois importantes, les animaux domestiques étaient parfois groupés en troupeaux qui effectuaient des déplacements du type de la transhumance pouvant être longs, pour éviter de rester dans les zones de cultures pendant les périodes de croissance des plantes, et se diriger vers des zones où les points d'eau sont plus abondants et les pâturages plus importants : les espaces steppiques en saison humide quand ils sont couverts d'herbes, les espaces de collines ou montagnes en été pour disposer d'un climat plus frais et d'une végétation plus dense. Les grands organismes engageaient des pasteurs nomades pour faire faire à leurs troupeaux ces déplacements. Quand les zones traversées étaient dangereuses, les troupeaux étaient parfois accompagnés de soldats. Cela se repère dans les archives du temple d'Uruk au Ve siècle, qui dépêche des archers en plus des pasteurs pour escorter ses moutons qui vont paître vers la Haute Mésopotamie, dans la région de Tikrit, où le climat est plus doux et les terres de pâture plus abondantes.
Les institutions organisaient également des systèmes de redistribution des animaux, parfois à l'échelle interrégionale comme dans le système du BALA sous la troisième dynastie d'Ur : les régions disposant de beaucoup de bétail en livraient à l'État à titre d'impôt, et ce dernier pouvait le rediriger vers une autre région de son territoire, notamment vers les grands centres de culte comme Nippur où les animaux pouvaient être donnés en sacrifice au grand dieu Enlil. Il a été évalué qu'environ 60 000 ovins faisaient l'objet de tels mouvements chaque année durant la fin du règne de Shulgi (2094-2047). Ce système était cependant exceptionnel et n'a duré que quelques années. Il est impossible de déterminer la part des échanges dans l'approvisionnement des communautés en bétail, les animaux étant probablement surtout élevés et utilisés localement. Seuls les plus aisés devaient être correctement approvisionnés par les institutions, notamment par le biais de la redistribution des parties d'animaux abattus pour les sacrifices, et avoir accès à des circuits d'échanges.

### Fonction récréative, affective et de prestige

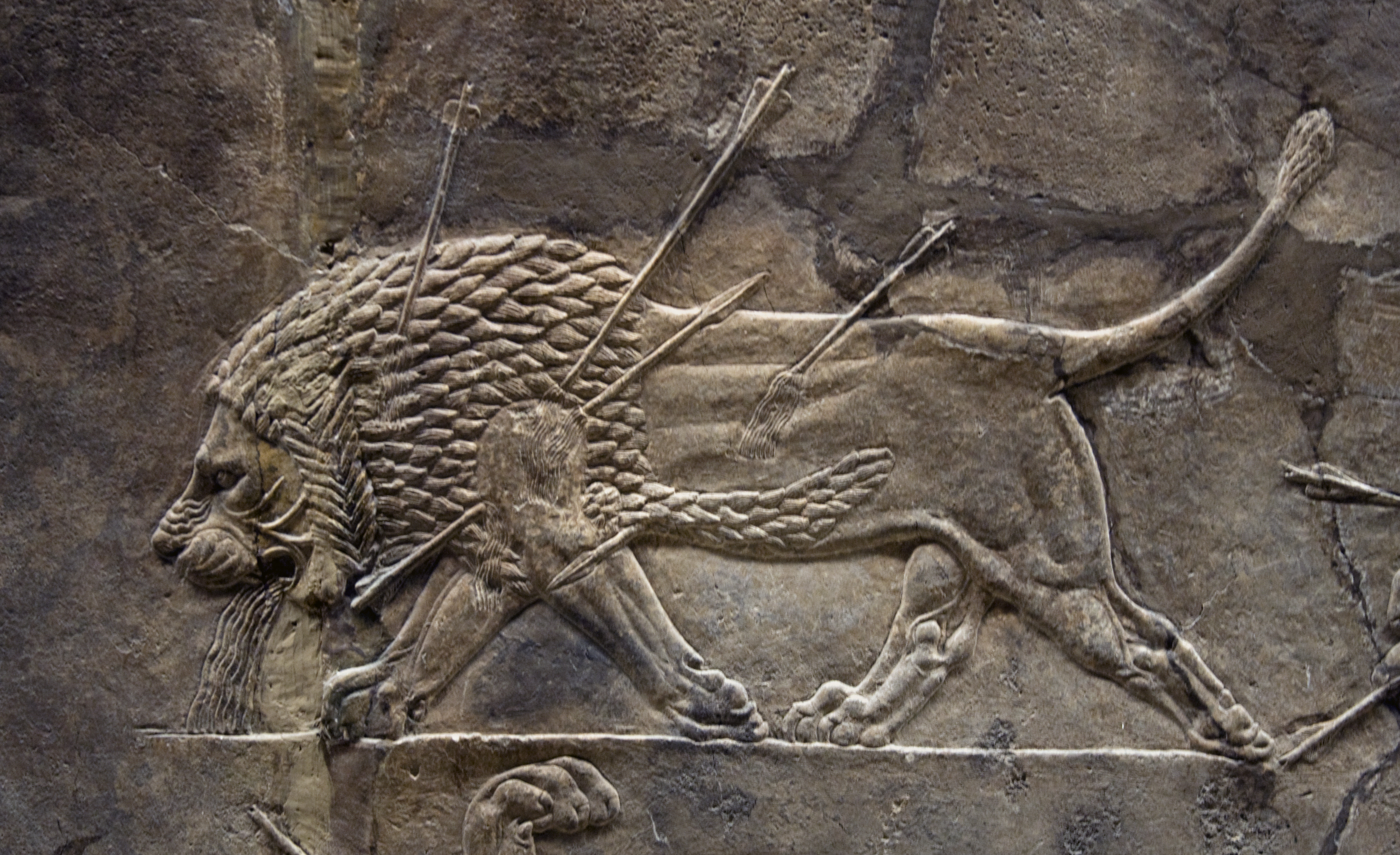
Lion criblé de flèches lors d'une chasse d'Assurbanipal, bas-relief de Ninive,

Quand se pose la question de pratiques humaines récréatives avec des animaux, le problème est que les sources ne les mentionnent explicitement que rarement. Des animaux sauvages pouvaient prendre part à des fêtes organisées par les rois, notamment sous la Troisième dynastie d'Ur où se trouve la mention d'un ours montré. En tout cas, il est clair que les animaux sauvages exotiques étaient très prisés par les grands souverains du Proche-Orient ancien, depuis ceux d'Akkad et d'Ur III jusqu'à ceux de l'Empire assyrien, comme vu plus haut sur la circulation des animaux dans le milieu des cours royales. On connaît les grandes finalités de ces déplacements par les sources assyriennes : la constitution de sortes de « zoos » dans les jardins royaux, regroupant des animaux exotiques, et les chasses qui y sont réalisées par les rois, rapportées par leurs Annales et les bas-reliefs d’un palais de Ninive montrant Assurbanipal chassant des lions. Les chasses royales sont couramment représentées dans l'art du Proche-Orient ancien en tant qu'élément de glorification et de légitimation du pouvoir dans son aspect guerrier et maître du monde animal. Certes, les rois et les autres participants ont pu prendre du plaisir à tout cela ; mais ce n’est pas pour rapporter une telle chose que les faits ont été mis en image et par écrit.
La cohabitation entre les hommes et les animaux domestiques ouvre la voie à des relations plus intimes, d'ordre affectif, entre ceux-ci. Cela se voit par exemple dans les attestations de noms donnés à des bovins dans plusieurs documents de la Babylonie du début du IIe millénaire et de l'époque récente, qui traduisent le fait que ces animaux, chers et très importants pour les agriculteurs en tant qu'auxiliaires de travail, pussent être considérés comme des membres à part entière de leurs familles. Les équidés sont quant à eux prisés pour le prestige qu'ils dégagent lors de manifestations publiques de la puissance d'un souverain ou d'un dieu. Dans la Syrie amorrite (début du IIe millénaire), c'est l'âne ou mulet qui a la plus forte valeur de prestige, et le roi Zimri-Lim de Mari reçoit le conseil de faire son entrée dans une ville sur cet animal (ou sur une chaise à porteur) et non sur un cheval, animal qu'il préfère manifestement mais qui est alors jugé moins digne que le premier. Mais par la suite ce sont les chevaux qui sont incontestablement les animaux de prestige associés à la puissance des rois et des dieux, qui disposent de haras où les étalons les plus remarquables (parfois choisis par le dieu lui-même à la suite d'une procédure de divination) bénéficient de soins de choix, et sont sortis pour les grandes parades, comme les chevaux blancs tirant le char du dieu Assur lors de la fête du Nouvel An. Il est en revanche difficile d'aller plus loin et de parler d'« animaux de compagnie » dans les sociétés du Proche-Orient ancien, car il n'y a pas vraiment de preuves démontrant qu'il y avait des animaux élevés pour le simple plaisir de leur maître dans son intimité.

### Risques liés aux animaux

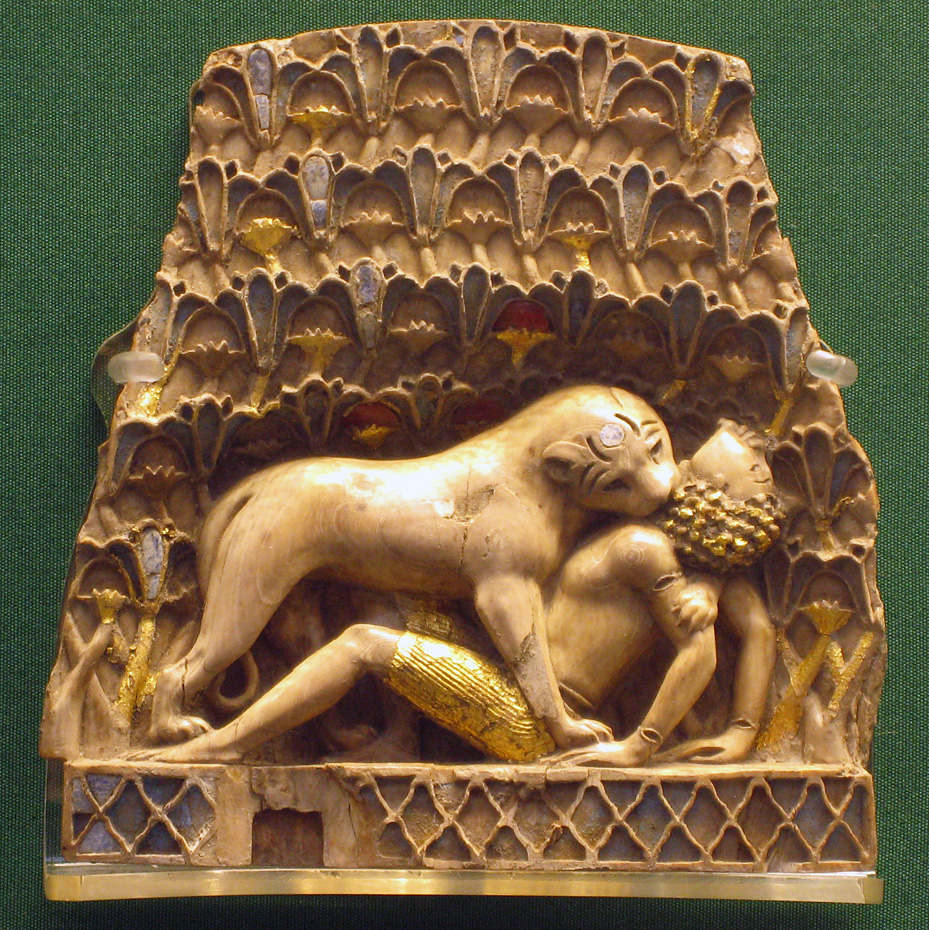
Élément de mobilier en ivoire de style phénicien représentant un homme saisi à la gorge par une lionne, trouvé à Nimrud,, British Museum.

Les sociétés humaines sont régulièrement soumises à des risques liés aux comportements de certains animaux sauvages, avec lesquelles elles rentrent en interaction. Ainsi, plusieurs lettres de Mari mentionnent des attaques de lion contre les hommes et leurs bêtes dans la Syrie du XVIIIe siècle. Les scorpions et les serpents (notamment la redoutable vipère à cornes) représentent des menaces fortes. Plusieurs incantations, parmi les plus anciennes connues, visaient à combattre ces maux ; les serpents d'airain de la Bible avaient pour but de guérir les morsures de serpent.
Certaines des dix plaies d'Égypte présentées dans la Torah sont directement provoqués par des animaux sauvages et renvoient à des fléaux pouvant toucher les sociétés du Proche-Orient ancien, en particulier les invasions de moustiques et surtout de criquets pèlerins et autres insectes proches. La documentation assyrienne mentionne également les dégâts qui peuvent être causés par les mites, notamment sur les étoffes. Plusieurs méthodes avaient été mises au point pour y faire face : aérer les tissus attaqués par les mites, noyer les larves de criquets dans des canaux. Mais bien souvent les Anciens s'en remettaient à des prières et des incantations face aux menaces causées par des insectes.
D'autres risques étaient liés à la pratique de l'élevage domestique au contact des hommes, et sont évoqués dans les textes de lois. Le Code de Hammurabi évoque ainsi les dégâts ou les blessures (parfois mortelles) que pouvaient infliger des bœufs, ou encore les attaques de troupeaux par des bêtes sauvages, ainsi que les cas d'épizooties et autres maladies survenant dans des enclos. Ces épidémies apparaissent également dans des textes de la vie quotidienne, comme les lettres de Mari.

## L'animal, «objet» symbolique
La communauté qu'ont formé les hommes et les animaux a entraîné une relation allant au-delà du simple rapport utilitariste, qui est de nature symbolique. Les animaux ont depuis les temps préhistoriques été constitués en objets culturels par les hommes. Ils en ont fait des symboles des forces surnaturelles, mais aussi des moyens de communication avec le monde divin dans divers actes rituels et ont pu mettre en place des tabous proscrivant certains contacts avec certains animaux. Dans le domaine intellectuel, ils ont cherché à classifier le monde animal et ont eu des représentations mentales précises des caractères des animaux. Cela explique la présence courante des animaux dans l'art, généralement pour une motivation symbolique.

### Animaux divins et animaux mythiques

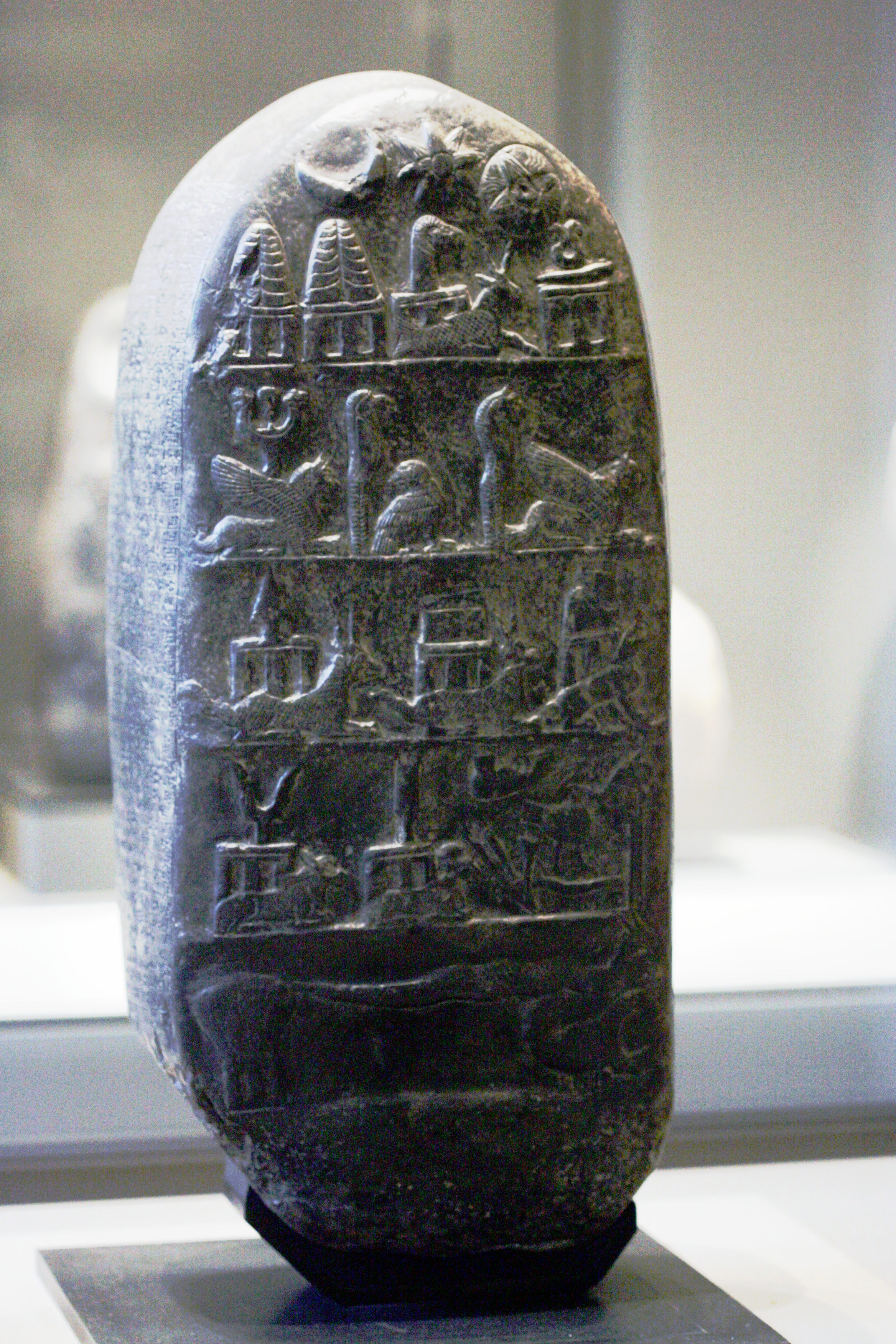
Représentation des symboles des principales divinités du panthéon babylonien à la période kassite, sur le revers d'un kudurru : sont notamment représentés sur le troisième registre le dragon-serpent de Marduk et Gula avec son chien ; musée du Louvre.

Les animaux sont présents dans la religion des cultures du Proche-Orient de l'Épipaléolithique et le début du Néolithique. Les piliers du sanctuaire de Göbekli Tepe portent des représentations d’animaux sauvages (la domestication des animaux n’ayant pas encore débuté, sauf pour le chien). Dans les premiers temps du Néolithique, à Çatal Höyük ou Mureybet, des édifices qui ont vraisemblablement servi de sanctuaires ont livré des bucranes, crânes de bovidés ayant une fonction cultuelle. Selon J. Cauvin, le taureau représente alors un principe mâle, fertile, pendant de la déesse-mère. En réalité, rien n'atteste avec certitude que des divinités animales aient jamais été vénérées par les civilisations du Proche-Orient ancien, seuls des dieux et déesses anthropomorphes étant attestés aux périodes historiques.
Cependant, on trouve quand même des animaux qui sont associés à des divinités, qu'ils servent à l'occasion à symboliser : on parle d'« animaux-symboles », ou « animaux-attributs ». Ce peuvent être des animaux naturels (presque jamais des animaux domestiques, sauf le chien de la déesse mésopotamienne Gula), ou mythologiques. Ainsi, pour les premiers on trouve le taureau, animal-attribut du dieu de l'Orage (Adad, Teshub) représentant son aspect fertiliseur, ou le lion représentant l'aspect guerrier d'Ishtar, le cerf des divinités hittites protectrices de la nature (DLAMMA) ; pour les seconds, le dragon-serpent (mušhuššu) est l'animal de Marduk (entre autres), et le Capricorne (suhurmašu) celui d'Ea. Des statues de ces animaux pouvaient prendre part à des rituels au même titre que d'autres symboles divins. Par exemple, des effigies de cerfs reçoivent des libations et des offrandes alimentaires lors du rituel de la montagne Pushkurunawa durant la grande fête hittite AN.TAH.ŠUM. Il semble que certains temples de Syrie et du Levant de la période tardive abritaient des animaux vivants comme des lions, symboles de la déesse de la fertilité, à côté d'autres animaux, pour leur caractère sacré et non pour les sacrifier ; de la même manière certains dieux avaient des animaux pour leur apparat, notamment des chevaux de qualité.
La Bible hébraïque proscrit en revanche l'identification de Dieu à des animaux, comme dans le cas du « veau d'or » de l'Exode, même si Dieu est souvent comparé à des animaux dans des tournures littéraires (par exemple un vautour qui veille). Reste le cas des « serpents d'airain » (nehuštan), présents dans des temples où ils avaient apparemment la fonction de guérir des morsures de serpent, dont la Bible attribue l'origine à Moïse. Des exemples de serpents de bronze ont été trouvés lors des fouilles de plusieurs sanctuaires du Proche-Orient. Plus tard la tradition chrétienne a repris le symbole de la colombe, liée aux déesses de l'amour, pour en garder l'aspect pacifique et messager, et symboliser le Saint-Esprit.

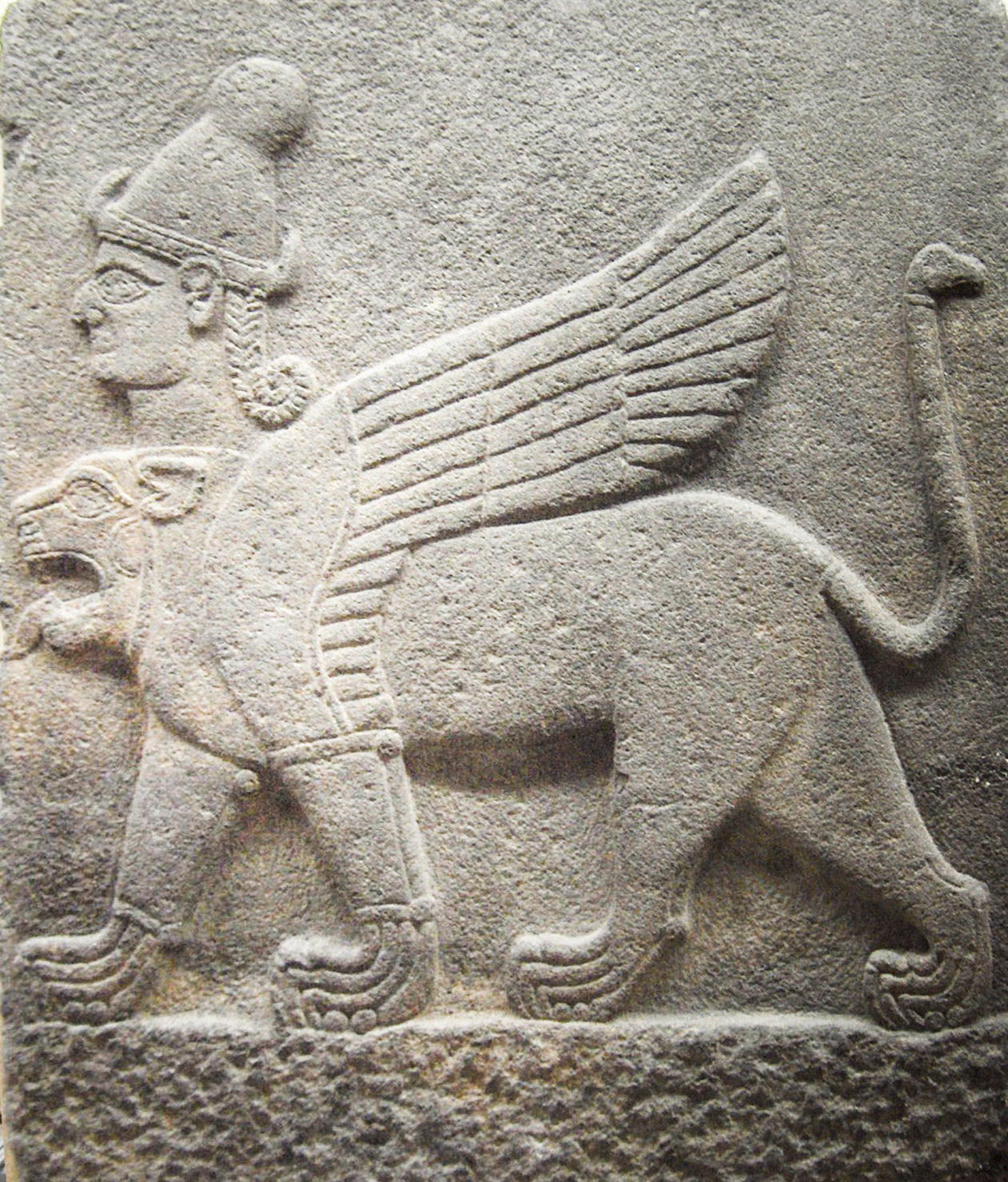
Chimère, bas-relief de Karkemish,, Musée des civilisations anatoliennes d'Ankara.

Les mythologies du Proche-Orient ancien présentent de nombreux animaux imaginaires, et des génies ou démons ayant des traits animaliers, notamment de nombreux hybrides. Cette faune mythologique est très vaste ; elle comprend les hommes-scorpions, les hommes-poissons, le griffon, les taureaux et lions ailés, des chevaux ailés semblables à Pégase, des sirènes, divers types de « dragons » (dragon-serpent, dragon-lion) ou l'oiseau léontocéphale Imdugud/Anzu, le démon hybride Pazuzu, etc. La démone Lamashtu a quant à elle le visage d'une chienne, des oreilles et des dents d’âne, les serres d’un oiseau. La Bible comprend plusieurs de ces êtres, comme le Léviathan et d'autres sortes de dragons.
Certains animaux ont été utilisés pour qualifier des constellations du ciel. Pour ce qui concerne les signes du zodiaque mésopotamien, on trouve le Crabe (Cancer), le Lion, le Scorpion, le Capricorne.

### Les animaux dans le culte et les pratiques religieuses

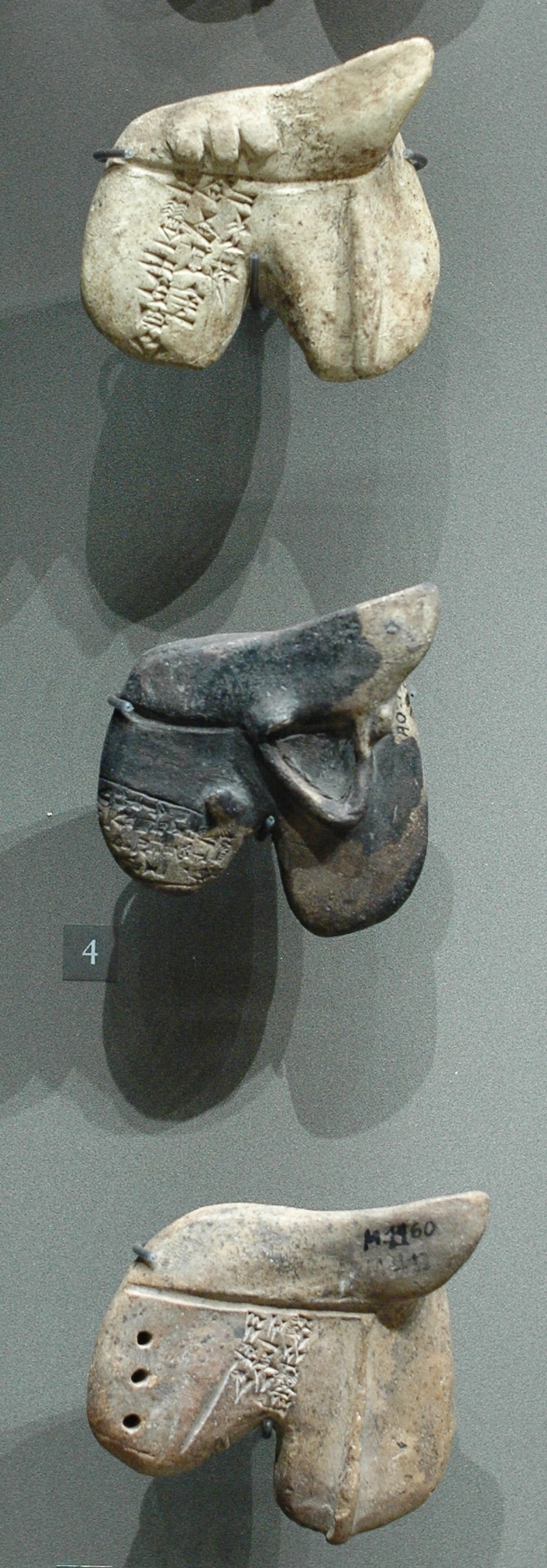
Maquettes en argile de foies divinatoires,, Mari, musée du Louvre.

De façon plus concrète, les animaux sont souvent utilisés dans le culte religieux. De nombreux animaux étaient offerts en sacrifice au dieu, quasi exclusivement des animaux domestiques, surtout des moutons, ainsi que des caprins, voire des oiseaux chez les Hittites. Leur viande (généralement préparée) était offerte en repas au dieu, les pièces étant ensuite réparties entre les prêtres et les autorités politiques. Dans l'Israël antique, les sacrifices animaux sont présents, et semblent distinguer ceux comme les sacrifices de clôture et de communion durant lequel une partie de la viande est récupérée et consommée par les humains, le reste (dont la graisse) étant réservé pour Dieu et brûlé, et les holocaustes durant lesquels la totalité de l'animal est incinérée et donc consommée par Dieu.
Un autre type de sacrifice d'animaux pour des rituels est celui de l'hépatoscopie, la divination qui s'effectue en lisant le foie d'agneaux. La divination avec des animaux se fait également sans sacrifice dans le cas de la lecture des vols d'oiseaux, ou en pays hittite les déplacements de serpents. Les animaux sont couramment mentionnés dans les textes de présages ; on interprète notamment les anomalies détectées chez des nouveau-nés. Les animaux sont donc un intermédiaire servant aux dieux pour adresser des messages aux humains. Les animaux servent aussi dans des rituels, notamment pour la purification, lors de la conclusion d'une alliance (le sacrifice sanglant d’ânons vient souvent sceller un accord diplomatique à la période amorrite) ou enfin lors de l'inhumation d'une personne aux côtés de qui ils étaient enterrés (là encore surtout des équidés mais aussi les chiens),.
Les rituels d'exorcisme faisaient souvent appel à des animaux dans les cas où il y avait besoin d'un substitut qui devait porter le mal menaçant un être humain à sa place avant d'être sacrifié, emportant ainsi la menace avec lui (on pouvait parfois le brûler ou l'enterrer), ou bien servir à absorber le mal, auquel cas il n'est pas tué mais relâché au loin, symbolisant la purification de l'humain concerné (pratique du « bouc émissaire »). En Mésopotamie, les animaux employés dans ces rituels sont de préférence des caprins, ainsi que certains peu employés dans les sacrifices (cochons, chiens, oiseaux, poissons). On pouvait même aller jusqu'à faire revêtir des habits de femmes à l'animal-substitut pour incarner plus profondément la personne à guérir. Dans les rituels de magie analogique courants au Hatti (où on évoque les menaces qui pèsent sur une personne en employant des comparaisons très imagées), les animaux sont également mentionnés comme référence dans les incantations, sans être forcément présents physiquement.

### Les animaux dans l'art
Les artistes du Proche-Orient ancien ont représenté des animaux suivant les différentes formes d’expression visuelle auxquelles ils avaient l'habitude de recourir : des bas-reliefs sur de la pierre, du métal, des sceaux-cylindres, de la vaisselle ; des représentations en trois dimensions comme des statues, étendards, poids ou céramiques zoomorphes ; et des peintures sur murs ou céramique, souvent mal conservées. Les matières travaillées sont tout aussi diverses : terre cuite, différents types de pierre et métaux, ivoires, etc. (les tissus et le bois ayant disparu).

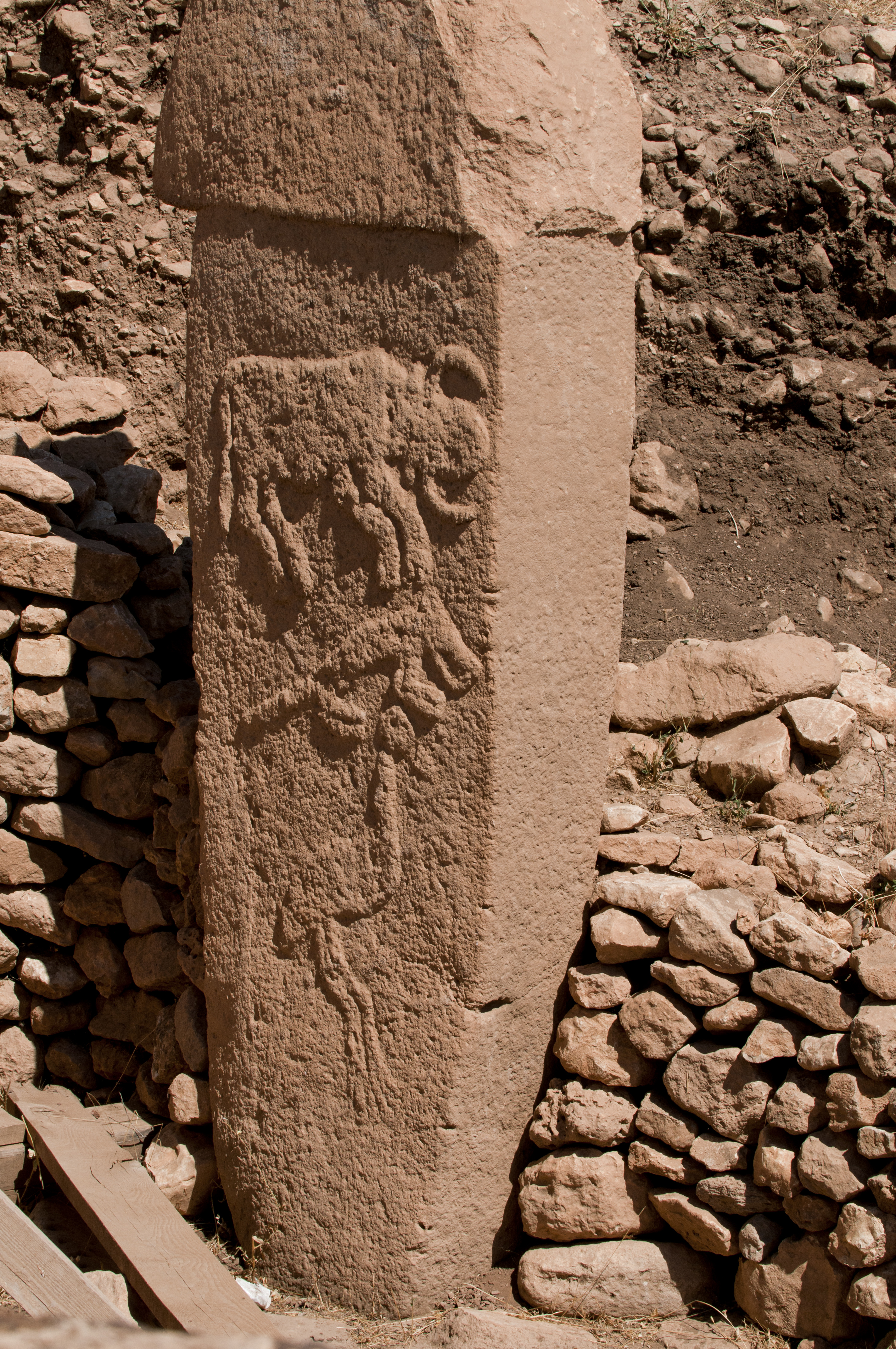
Un des piliers de Göbekli Tepe portant des représentations animales en bas-relief, c. Xe millénaire av. J.-C.
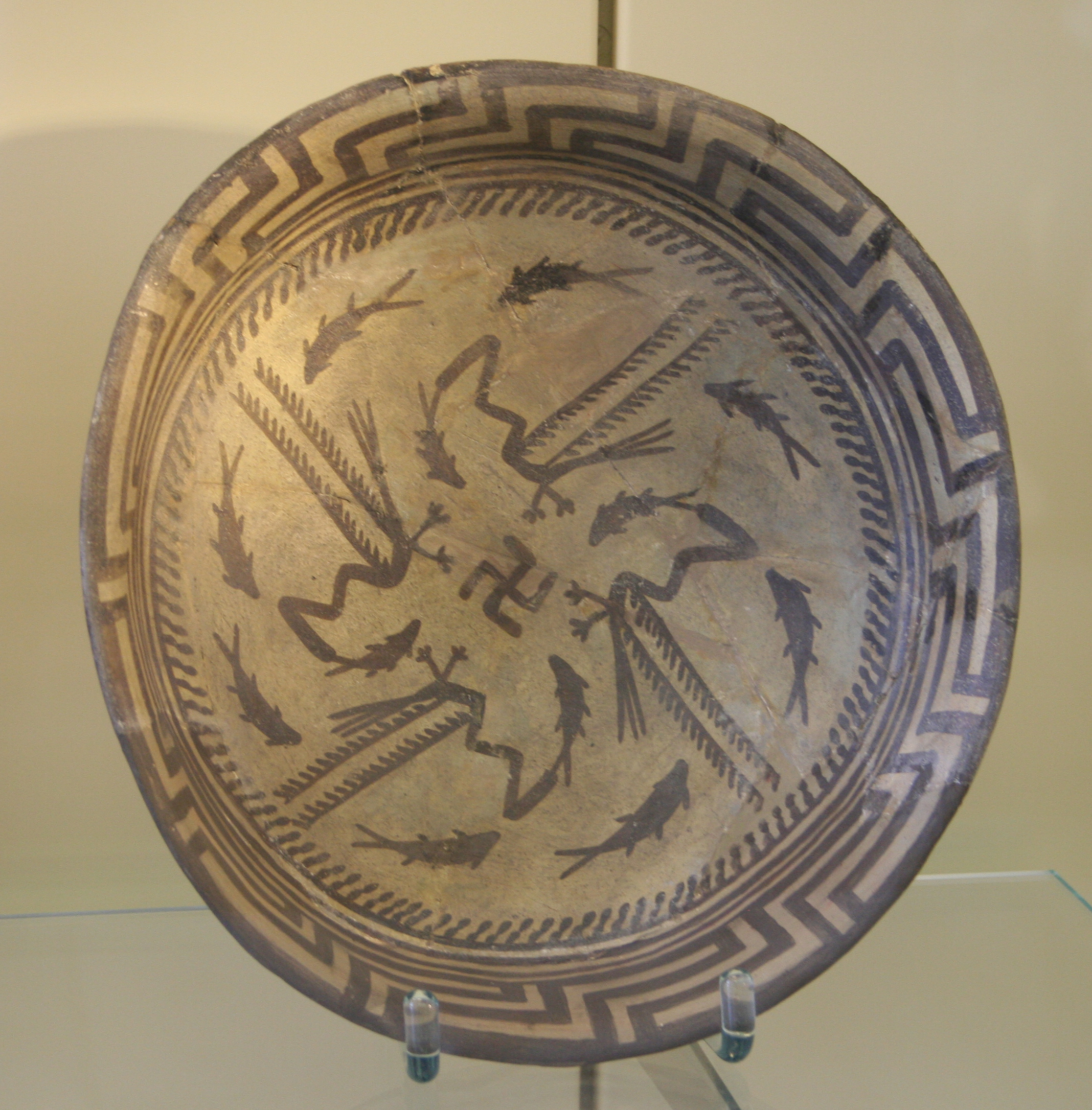
Céramique fine de la période de Samarra (c. 6200 à 5700 av. J.-C.) représentant des poissons stylisés, Pergamon Museum de Berlin.
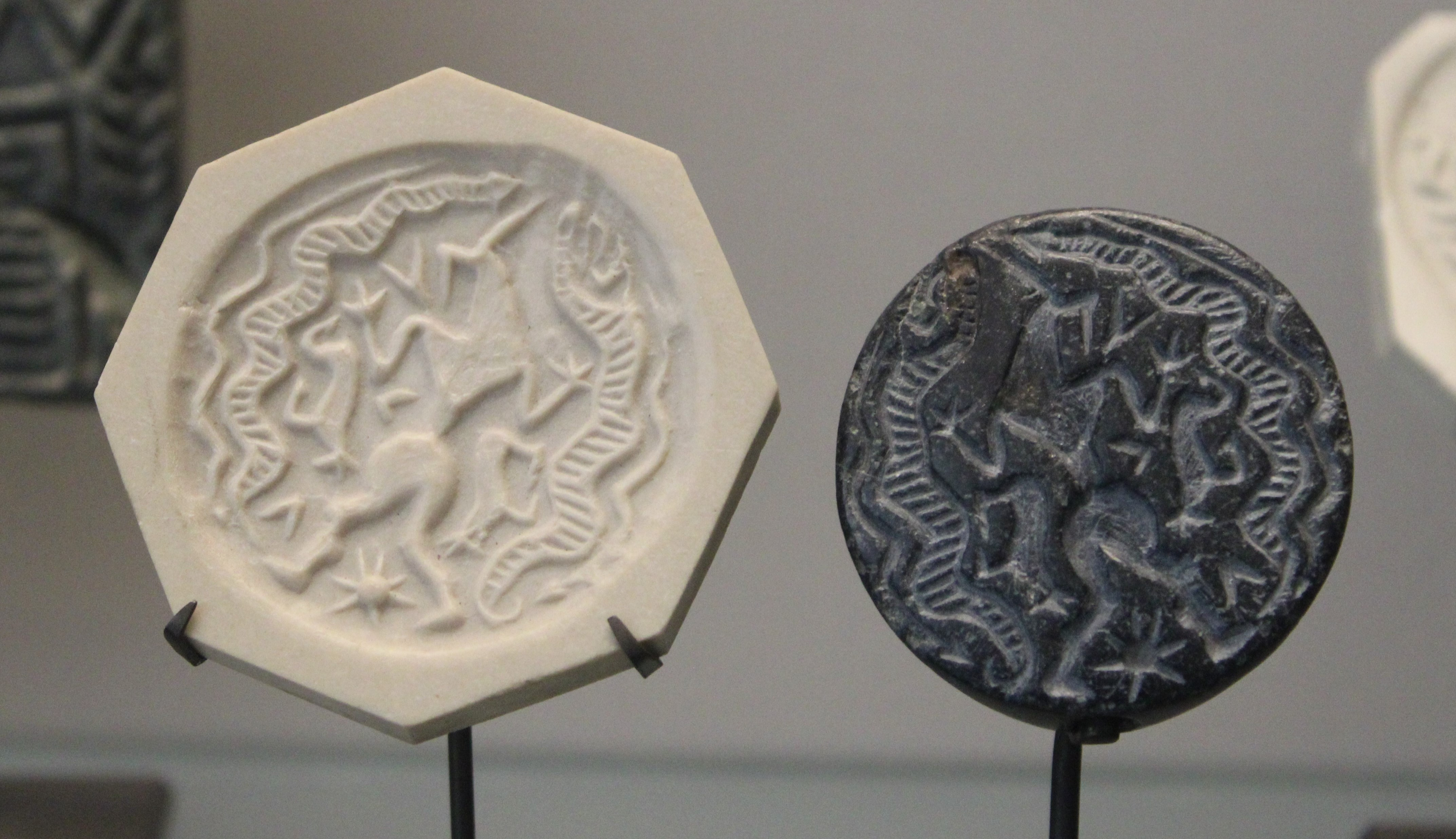
Cachet en stéatite représentant un personnage à tête d'ibex domptant des serpents (« Maître des animaux »). Lorestan, musée du Louvre.
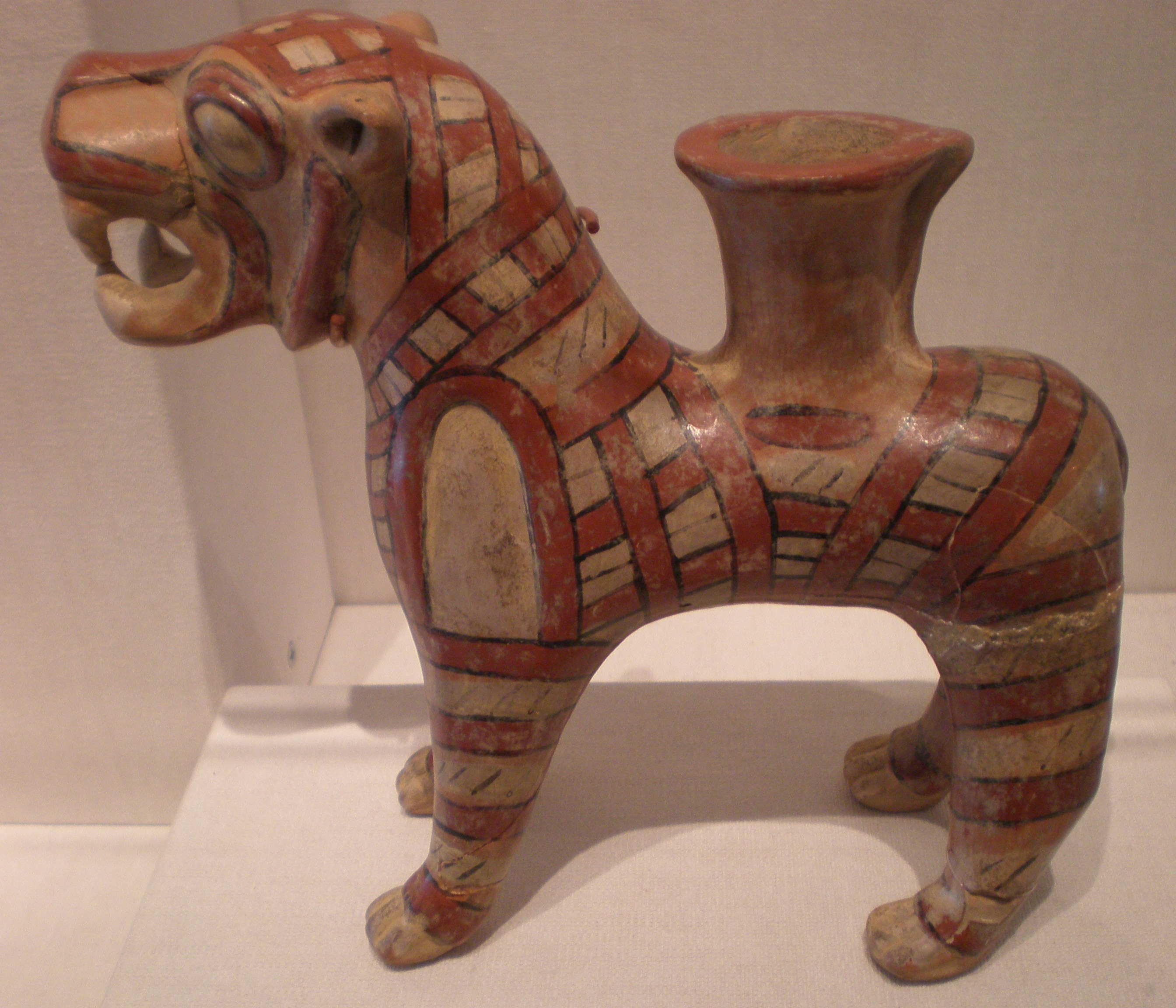
Rhyton zoomorphe représentant un lion, retrouvé à Kültepe/Kanesh, début du IIe millénaire av. J.-C.
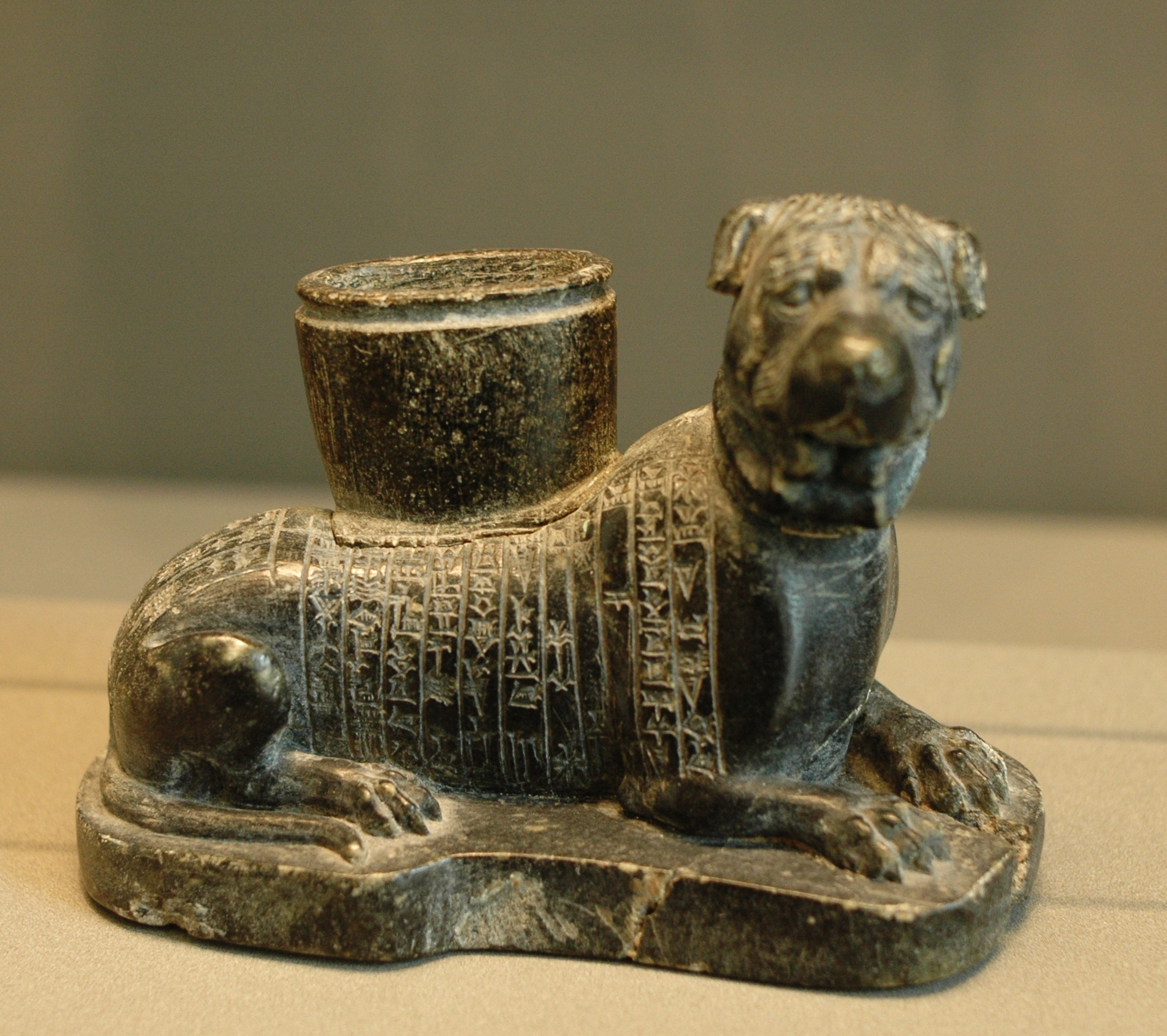
Statuette votive d'un chien, animal de Ninisinna/Gula, retrouvée à Girsu, début du IIe millénaire av. J.-C. ; musée du Louvre.
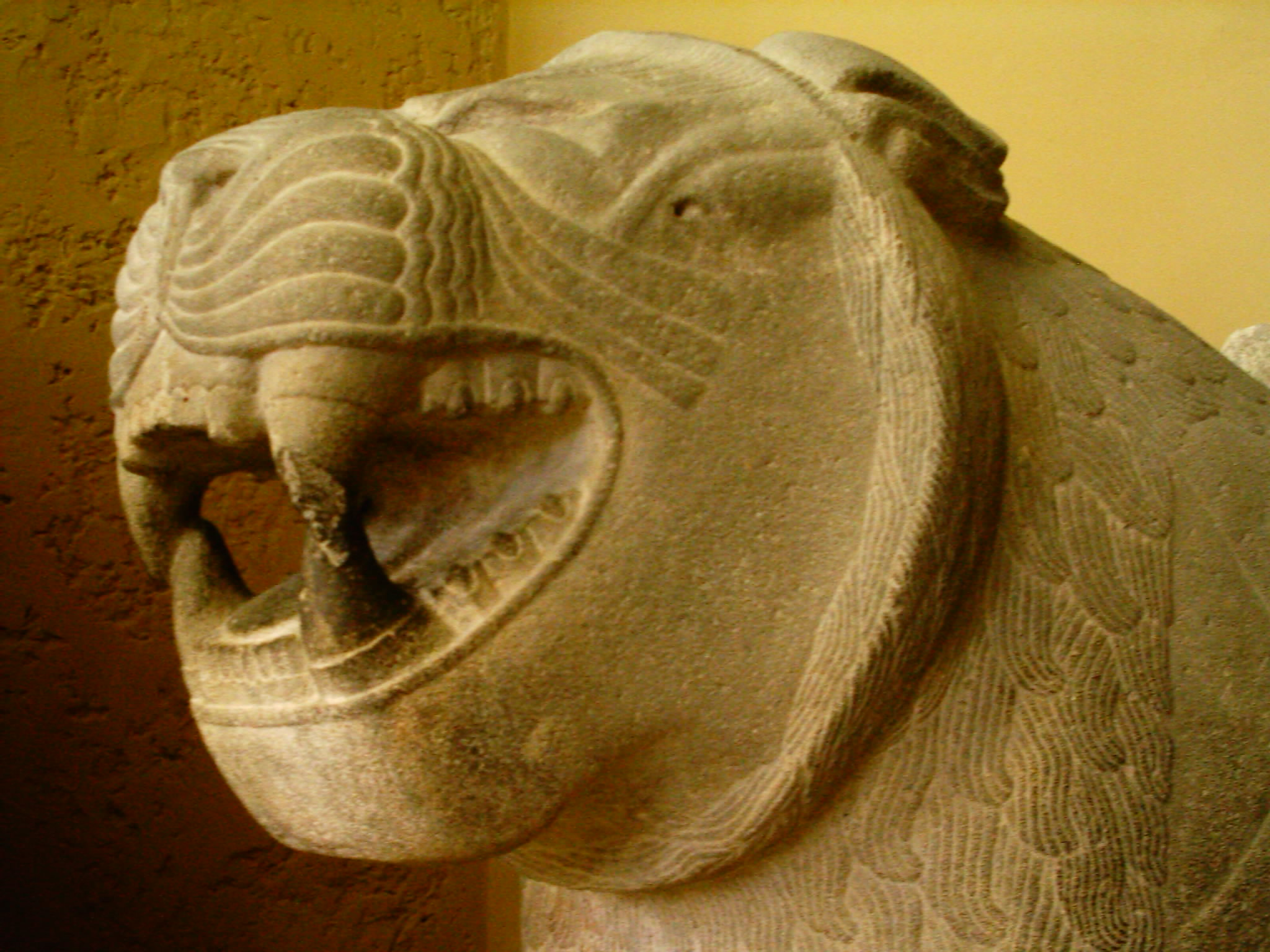
Détail d'une statue de lion gardienne d'entrée, Zincirli, Xe et VIIIe siècles av. J.-C. Musée des civilisations anatoliennes d'Ankara.

Ces différents types de représentations se retrouvent dès les sociétés néolithiques du Proche-Orient ancien : bas-reliefs des piliers de Göbekli Tepe, peintures, statues et bucranes de Çatal Höyük, céramiques peintes de la période de Samarra, par exemple. De fait, il y a des traditions et des stéréotypes de représentations animales qui transparaissent dans les différentes régions concernées, et parfois même des points communs du fait d’échanges. Ainsi des motifs récurrents sont décelables, mettant en avant un aspect particulier des animaux représentés, par exemple le lion rugissant, ou les bovins et caprins aux cornes proéminentes. Les évolutions sont cependant manifestes : les représentations proto-historiques d'animaux sont généralement très stylisées, les artistes ne recherchant pas vraiment un rendu réaliste, parce que ces représentations se font sans doute dans un but uniquement symbolique, les approches narratives et naturalistes ne se développant que plus tardivement (ce qui rend parfois difficile l’identification des animaux représentés). Les artistes ont donc eu le choix entre des représentations d'animaux isolés, ou bien des scènes figuratives plus complexes, pouvant avoir un but narratif et porter un message plus complexe. Cette approche trouva son expression la plus aboutie dans les scènes narratives et plus naturalistes (et souvent complètement « profanes ») des bas-reliefs néo-assyriens, donc tardivement, tout en étant délaissée dans d’autres parties du Moyen-Orient, comme l'Anatolie.
Les buts des représentations artistiques des animaux ne sont pas toujours aisés à identifier, mais il est manifeste qu'ils renvoient aux fonctions symboliques qu'ils ont aux yeux de ceux qui les réalisent et de ceux à qui elles sont destinées. La volonté première des artistes n'était donc pas de représenter les animaux de façon réaliste dans leur cadre de vie ni dans un but purement esthétique. Ainsi, un nombre important de représentations d'animaux peut être rattaché à leur fonction de symbole divin ou de symbole de forces surnaturelles, auquel cas le choix de la représentation de l'animal vise sans doute à assurer l'efficacité de l'objet en y transférant une partie de cette puissance. Les animaux-symboles se retrouvent ainsi dans les représentations de l’art anatolien à ses différentes périodes, les nombreuses représentations de serpents en Iran où cet animal a une valeur symbolique très forte, ou sur les kudurrus babyloniens de la seconde moitié du IIe millénaire qui voient la systématisation des symboles divins, et un peu partout au Moyen-Orient antique. Les représentations d'animaux sur des sortes d’étendards et les vaisselles zoomorphes dans l'Anatolie de la fin du IIIe millénaire et le début du IIe millénaire ont manifestement un but cultuel, sans doute en lien avec le rôle des animaux en tant que symbolisation des dieux ou de forces de la nature, et les textes rituels apprennent qu'ils étaient intégrés dans le culte et pouvaient faire l'objet d'hommages et de libations.
Les représentations d'animaux peuvent aussi renvoyer à leur fonction de symboles du pouvoir : ainsi dans l'empire néo-assyrien le lion et le taureau sont des symboles du roi, tandis que le scorpion symbolise la reine, et le harem en général.
Les représentations animales pouvaient également avoir un rôle protecteur (apotropaïque) et guérisseur : talismans, amulettes, bêtes gardiennes de portes, ou les « serpents d’airain » de l'Israël antique et les statuettes de chiens vouées à la déesse guérisseuse Gula (dont ils étaient le symbole) en Mésopotamie. Ces formes de représentations d’animaux en tant que symboles favorisaient donc les animaux les plus associés aux forces divines : le lion et le taureau avant tout, mais aussi les serpents et divers animaux imaginaires (« sphinx », « griffons », et autres « taureaux ailés »). C'est ainsi le cas des statues monumentales de taureaux et lions androcéphales ailés, des génies appelés šēdu et lamassu, gardant les entrées des palais des capitales assyriennes et certains de leurs points de passage interne, qui étaient censées être dotées d'une puissance mystique (puluhtu) suscitant la terreur des forces malfaisantes et assurant une protection magique à l'édifice.

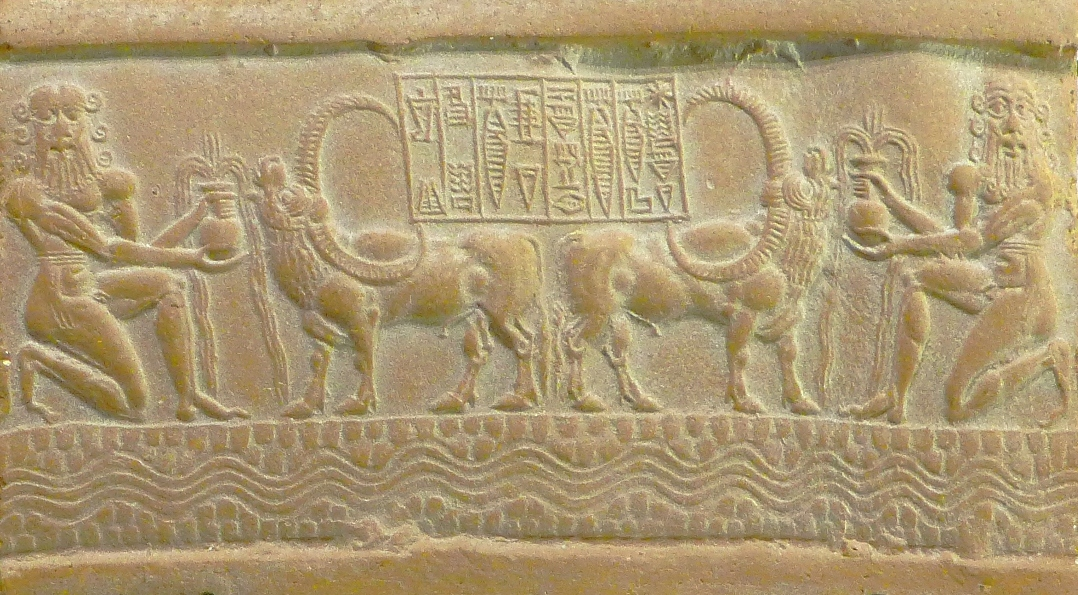
Empreinte de sceau-cylindre de la période d'Akkad (c. 2200 av. J.-C.) représentant des héros nus abreuvant des buffles. Musée du Louvre.

Les représentations d’animaux dans des scènes complexes les mettent en relation directe avec les humains, et reflètent alors des conceptions de la société et de la politique. De nombreuses scènes représentent ainsi des hommes (rois ou héros mythologiques) maîtrisant ou tuant des animaux dans des scènes de combat et de chasse, depuis le « Maître des animaux » représenté sur des sceaux de l'Iran protohistorique jusqu'aux rois néo-assyriens et perses chassant des animaux sauvages sur des orthostates et des sceaux-cylindres. D'autres scènes, très courantes durant la période d'Uruk, représentent ces mêmes figures de combattant et de souverains en train de nourrir des animaux ou les conduisant,. Ici il s'agit donc de mettre en avant les qualités d'une figure souveraine capable de dominer et de mettre en ordre le monde animal, renvoyant à l'image récurrente du roi en tant que « berger » dirigeant ses sujets qui sont assimilés à un troupeau. Ici les animaux représentés sont très divers : animaux sauvages, parfois mythologiques, mais aussi des animaux domestiques (caprins et bovins surtout).
En outre, des animaux sont présents dans des scènes où ils n'ont pas de fonction symbolique centrale (voire aucune fonction symbolique) mais sont représentés en tant qu’auxiliaires ou élément valorisant la qualité des hommes, par exemple les scènes de guerriers sur un char tiré par des chevaux au galop renvoyant à la symbolique guerrière. Un autre type de scène narrative particulier est celui des représentations courantes dans le monde élamite, en particulier sur les sceaux-cylindres de la période proto-élamite montrant des animaux accomplissant des activités d'humains (musiciens, bâtisseurs, maîtrisant d’autres animaux, etc.).
Finalement, un nombre limité d'animaux fait l'objet de la majorité des représentations, et avant tout des animaux sauvages : le couple dominant taureau-lion qui est le plus associé aux fonctions souveraines (en particulier dans le monde syro-anatolien), les caprins, les serpents dans toutes les régions, ainsi que les cerfs dans le monde anatolien où ils sont associés à des divinités importantes, des équidés (en particulier les chevaux, mais généralement en tant qu'auxiliaire des hommes), mais aussi souvent des oiseaux et des poissons (sans jamais avoir une place centrale). Et d'autres comme les moutons (pourtant sans doute les mammifères domestiques les plus nombreux) et le cochon sont très peu présents.

### Classifications et stéréotypes
Les scribes de Mésopotamie et à leur suite ceux de plusieurs peuples du Proche-Orient ancien avaient l'habitude de rédiger de longues listes lexicales répertoriant et organisant les éléments du monde connu. Elles permettent de percevoir la façon dont les Anciens concevaient le monde animal et le classifiaient. La plus massive des listes mésopotamiennes, appelée d'après son incipit HAR.RA = hubullu, dont la forme standard date du Ier millénaire, réunit des noms du monde animal, classés en trois groupes : animaux de la terre, de l'air et de l'eau. Les premiers sont divisés entre les animaux domestiques, de loin ceux qui sont traités plus en détail, et les non domestiques. En réalité on devrait plutôt parler d'animaux « productifs » et « non productifs », dans la mesure où le chien et le porc sont classés dans la seconde catégorie. Mais les Anciens mésopotamiens considéraient bien qu'il y eût des animaux sauvages : ils parlaient en général de būl ṣēri ou umām ṣēri, « animaux de la steppe », ou d'autres lieux comme les marais ou les montagnes. Dans la seule liste lexicale hittite retrouvée faisant une classification des animaux, la même distinction est opérée entre animaux domestiques (šupalla-) et sauvages, ces derniers étant divisés entre animaux du champ (gimraš huitar-, surtout des mammifères), de la terre (daganzipaš huitar-, des insectes essentiellement) et de la mer (arunaš huitar-, en fait les animaux liés à l'eau, grenouilles et serpents compris aux côtés des poissons). Le porc et le chien sont là aussi placés à part.
Dans la Bible hébraïque, une forme de classification des animaux apparaît dans le passage du Lévitique prescrivant les interdits alimentaires, qui fonctionne suivant la distinction entre animaux qui peuvent être mangés et ceux qui ne peuvent pas l'être, mais suit également d'autres principes d'arrangement. La distinction entre animaux domestiques et animaux sauvages y est ainsi manifeste, car les premiers (ovins, caprins et bovins) font partie de l'Alliance entre Dieu et les hommes, et peuvent lui être donnés en sacrifice, tandis que les autres non. Les critères de classement reposent aussi le lieu de vie comme dans les textes mésopotamiens et hittites, à savoir la terre, l'eau et l'air, mais également l'apparence des animaux pour réaliser des regroupements plus fins. Ainsi, parmi les animaux de la terre qui sont le groupe le plus évoqué, on distingue les quadrupèdes des autres, puis les ruminants ou non ruminants à sabots fendus et ceux à sabots pleins, et ensuite les animaux qui marchent sur la plante des pieds (plantigrades : lion, chien, hyène, civette) et enfin ceux qui marchent sur le ventre (les bestioles : taupe, souris, lézard). La classification des animaux de l'air et de l'eau est moins raffinée, et prend l'apparence d'une liste.
Dans les représentations mentales des anciens habitants du Proche-Orient, la césure entre animaux sauvages et domestiques est donc très marquée. Les animaux sauvages apparaissent souvent comme représentant le monde non civilisé, donc d'une certaine manière le chaos, parce qu'ils vivent dans la steppe, loin des villes qui sont les garantes du monde civilisé. Cela se retrouve dans l'Épopée de Gilgamesh, autour de la figure d'Enkidu, « sauvage » vivant au début de son existence au milieu des animaux avant d'être « apprivoisé » par une courtisane et de se joindre à la civilisation. En contrepartie de cette représentation négative, les animaux sauvages étaient considérés comme supérieurs en force et caractère aux animaux domestiques, de ce fait quand on souhaite parler positivement de quelqu'un on le compare à des animaux sauvages, très rarement des domestiques.
Les réflexions sur le statut et les spécificités des animaux apparaissent aussi dans des tablettes de la littérature sapientiale mésopotamienne qui mettent en scène plusieurs espèces animales et leur attribuent un comportement stéréotypé. Ces sources sont des recueils de proverbes, et même des courtes fables, datant pour beaucoup de l'époque sumérienne, mais on en connaît pour les périodes ultérieures (et également des passages de la Bible). Ces textes servent à dispenser des préceptes moraux aux hommes, et ont pu être mis par écrit pour des besoins didactiques. Y sont mis en scène un nombre limité d’animaux, surtout domestiques, ou familiers des hommes, essentiellement des mammifères, plus ressemblants aux hommes. On peut y relever plusieurs stéréotypes attribués à certains animaux par les anciens Mésopotamiens :
- le renard, le plus représenté, est rusé, sait toujours se tirer des situations périlleuses de façon malhonnête, et est couard et vantard (donc des traits assez proches de ceux de la tradition littéraire occidentale) ;
- le chien, souvent adversaire du renard et du loup, est présenté comme un animal protecteur, fidèle envers son maître, garant de l'ordre ; mais il peut être aussi présenté comme dangereux, impur, notamment à partir du Ier millénaire ; il y a une opposition entre le chien de berger, vu sous un jour positif, incarnation du monde civilisé et ordonné, et le chien errant, vu sous un jour négatif, incarnation du monde sauvage dans les espaces civilisés[139] ;
- le loup est redouté, et il passe pour être parfois couard ;
- le lion est lui aussi couramment mentionné ; il est fort, puissant, domine les autres animaux, mais peut également être arrogant et vorace, en revanche il n'est pas forcément très intelligent (dans une fable il se fait duper par une chèvre) ;
- le bœuf est fort, fait son devoir pour l'homme, notamment en tirant l'araire, mais est aussi balourd, parfois fainéant ;
- le taureau est présenté comme étant têtu ;
- l'âne est un animal soumis, indolent, bon à rien, et aurait une sexualité exubérante ;
- l'ours, la hyène, le porc, la chèvre voire des oiseaux sont parfois des personnages de fables ;
- dans la littérature du Proche-Orient ancien, le serpent laisse une image d'animal rusé (tel le serpent du paradis dans la Genèse)[140].

Ces animaux-là sont souvent mis en scène comme personnages doués du sens de la parole, pouvant dialoguer entre eux, voire avec des humains dans des textes mythologiques ou d'autres récits. C'est moins le cas dans la littérature hittite, dans laquelle les animaux ont peu de personnalité et sont du reste rarement présents, une exception étant le Mythe de Télipinu, le dieu disparu que recherchent un aigle et une abeille envoyés par les dieux.

### Les hommes animalisés

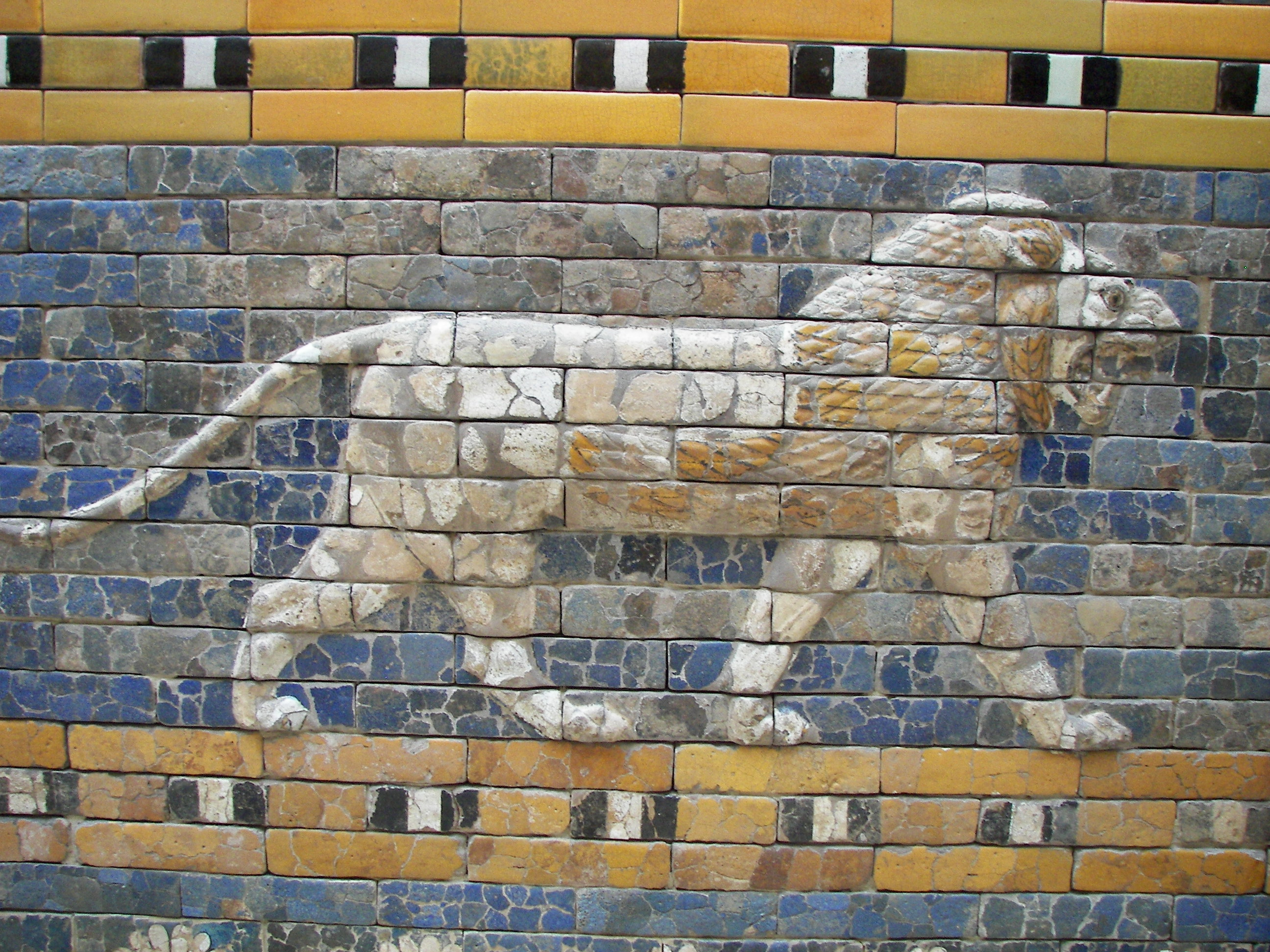
Briques émaillées de la Porte d'Ishtar, Babylone : lion, animal-symbole d'Ishtar.

Divers textes voient les hommes être comparés à des animaux. Ainsi, dans les Lettres d’Amarna, les rois vassaux du pharaon égyptien utilisent à de nombreuses reprises l'exemple du chien : souvent cela sert à dénigrer un ennemi, « chien » étant alors une insulte ; mais à l’opposé un vassal peut se présenter comme le chien fidèle à son maître. Les annales royales assyriennes font un usage récurrent de ce même type de comparaisons dans les passages mentionnant des victoires du souverain. Le roi y est souvent présenté comme un lion (association courante en Mésopotamie depuis l'époque d'Akkad), et également un taureau sauvage ; dans les montagnes, c’est est un mouflon agile. Il est toujours représenté comme un animal sauvage. Quand l'ennemi prend les traits d’un animal domestique, ce peut être un agneau comme ceux que l’on sacrifie aux dieux, ou bien un âne. Quand il apparaît comme un animal sauvage, ce sont ceux qui sont perçus comme lâches ou fourbes, ainsi le renard ou l’ours, prompts à s’enfuir devant la puissance du roi assyrien. Les différentes lettres et chroniques, plus anciennes d’un millénaire, relatives au règne du roi hittite Hattusili Ier font également un usage de telles images. Le lion et l’aigle sont les animaux représentant le roi par excellence, les ennemis sont vus sous la forme du loup (symbolisant le chaos, le rejet de l’ordre établi) et du renard (la lâcheté), entre autres. Dans un registre plus pacifique, l'idéologie royale du Proche-Orient ancien met aussi en avant la figure du roi-berger, auquel cas ce sont ses sujets qui sont assimilés à un troupeau.
Ces métaphores animales se retrouvent également dans les textes bibliques. Dans ces documents, l'animalisation passe aussi par les noms de personnes liés à des animaux, qui y sont relativement courants. Ils sont peut-être donnés pour conférer la vitalité et la force animale à ceux qui les portent, ou remercier des divinités liées à ces animaux. Pour les garçons, ces noms sont souvent liés à la force, la rapidité ou l'habileté, tandis que pour les filles ils insistent plutôt sur l'élégance ou la fécondité. Mais souvent ces attributions restent assez énigmatiques, à l'instar des cas de Rébecca (Rivqah) « Vache », Rachel (Rakkel) « Brebis », Deborah « Abeille », Jonas (Yonah) « Colombe ». Des personnes portant des noms d'animaux se retrouvent aussi ailleurs, par exemple dans les documents d'Ugarit ou de Mari.

### Tabous dans les relations hommes/animaux: interdits alimentaires et bestialité

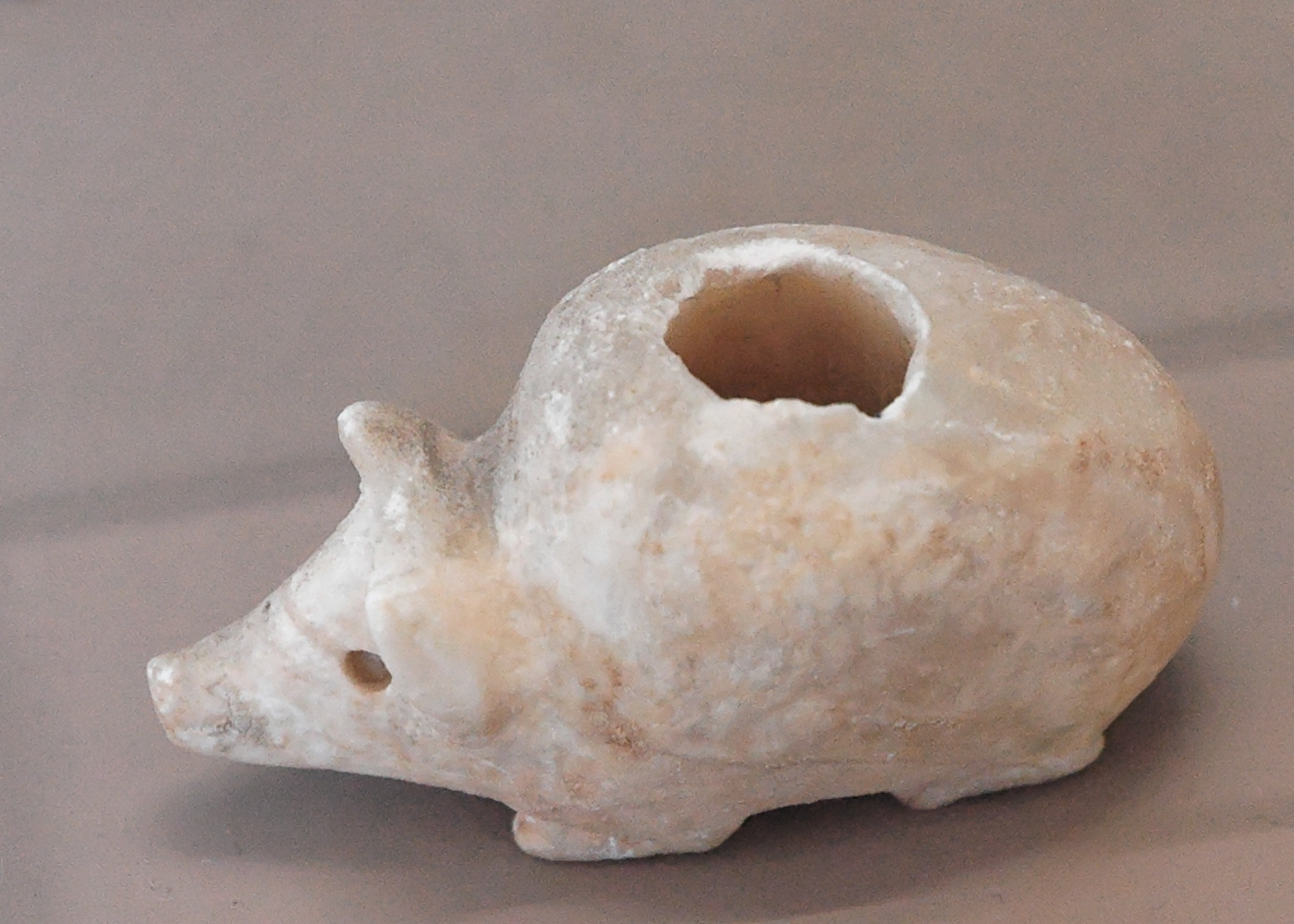
Vase en albâtre ayant la forme d'un porcin, Suse.

La classification des animaux en plusieurs catégories peut aussi amener les relations avec certains d'entre eux à être reléguées dans le domaine du tabou. Cela ressort en particulier dans les interdits alimentaires contenus dans la Bible, en particulier le Deutéronome et le Lévitique, qui désignent un ensemble d'animaux impurs ne pouvant être consommés : les porcins, les oiseaux de proie, le dromadaire, les charognards, les créatures aquatiques qui n'ont pas d'écailles et de nageoires, la plupart des bestioles ailées, certains bestioles rampantes, etc. Un interdit d'ordre général concerne la consommation du sang et des animaux non saignés, qui sont impurs. D'autres interdits spécifiques ont été prononcés comme la défense de faire cuire un fils dans le lait de sa mère.
Un cas a été particulièrement étudié : celui des porcs, et de la famille des suidés en général. Élevés aux côtés des autres animaux domestiques depuis leur domestication au IXe millénaire, uniquement pour la consommation alimentaire, les porcs sont souvent représentés dans l'iconographie, de même que les cochons sauvages qui sont chassés. À partir de la fin du IIe millénaire, les porcs mentionnés dans les textes de présages babyloniens sont toujours annonciateurs de mauvaises nouvelles. Ces animaux sont progressivement perçus comme impurs, et même stupides. Dans le sud du Levant, ils semblent disparaître durant la seconde moitié du IIe millénaire car on n'en trouve plus de trace dans les sites archéologiques. La Bible hébraïque finit par proscrire la consommation de cet animal (Lévitique 11 et Deutéronome 14) : l'interdit est d'ordre religieux et est intégré dans un ensemble de prescriptions sur les animaux dont la consommation est autorisée et ceux dont elle est interdite. Encore attestés en Mésopotamie à la période néo-assyrienne (911-609), les porcins disparaissent de la documentation mésopotamienne à la période néo-babylonienne (624-539). Le phénomène reste mal compris. Dans le cas des Hébreux, il faut peut-être y voir une manière de se distinguer des peuples voisins ennemis, notamment les Philistins qui consomment beaucoup de porc. Le porc a toujours une position particulière parmi les animaux domestiques, dans la mesure où il est le seul à ne pas être productif et à n'être élevé que pour sa viande.
Parmi les interdits d'ordre religieux liés aux animaux figure également le cas de la bestialité qui apparaît dans la Bible hébraïque (Exode 22.18 et Lévitique 18.23) et deux passages des Lois hittites sur lesquels des zones d'ombres demeurent : un homme coupable de relations sexuelles avec un cochon, un mouton ou un chien peut être puni de mort, à moins que le roi ne le gracie. Or, la peine de mort est exceptionnelle en droit hittite (un homicide est généralement condamné par une amende), ce qui semble indiquer que le pêché de zoophilie est dans ces cas-ci extrêmement grave. En revanche, les relations sexuelles avec un cheval ou un âne ne sont pas passibles de la peine de mort, sans doute parce que ces animaux sont mieux considérés. En tout cas, un homme ayant commis un acte de zoophilie est impur, puisqu'il ne peut plus paraître devant le roi, au risque de le contaminer.

#### Outils de travail
- Dictionnaire encyclopédique de la Bible, Turnhout, Brepols, 2002, 1373 p. (ISBN 978-2-503-51310-2, BNF 38970782)
- (en) Jeremy Black et Anthony Green, Gods, Demons and Symbols of Ancient Mesopotamia, Londres, British Museum Press, 1998
- Francis Joannès (dir.), Dictionnaire de la civilisation mésopotamienne, Paris, Robert Laffont, coll. « Bouquins », 2001
- (en) Eric M. Meyers (dir.), Oxford Encyclopaedia of Archaeology in the Near East, 5 vol., Oxford et New York, Oxford University Press, 1997 (ISBN 978-0-19-506512-1, BNF 37513262)

#### Études sur les animaux
- L'animal, l'homme et le dieu dans le Proche-Orient ancien : Actes Du Colloque de Cartigny 1981, Louvain, Peeters, 1984
- (en) Billie Jean Collins (dir.), A History of the Animal World in the Ancient Near East, Leyde, Brill, coll. « Handbuch der Orientalistik », 2002
- Daniel Helmer, La domestication des animaux par les hommes préhistoriques, Paris, Masson, coll. « Préhistoire », 1992
- (en) Brian Hesse, « Animal Husbandry and Human Diet in the Ancient Near East », dans Jack M. Sasson (dir.), Civilizations of the Ancient Near East, New York, Scribner, 1995 (ISBN 0-684-19279-9), p. 203-222
- Othmar Schneider et Thomas Staubli (dir.), Les animaux du 6e jour : Les animaux dans la Bible, Fribourg, Éditions universitaires de Fribourg, 2003
- Dominique Parayre (dir.), Les animaux et les hommes dans le monde syro-mésopotamien aux époques historiques, Lyon, Maison de l'Orient Méditerranéen-Jean Pouilloux, coll. « Topoi. Orient-Occident. Supplément » (no 2), 2000 (lire en ligne).
- Jean-Denis Vigne, Les débuts de l'élevage, Paris, Le Pommier, 2004
- (en) Benjamin S. Arbuckle, « Animals in the Ancient World », dans Daniel T. Potts (dir.), A Companion to the Archaeology of the Ancient Near East, Malden et Oxford, Blackwell Publishers, coll. « Blackwell companions to the ancient world », 2012, p. 201-219
- (en) Laerken Recht et Christina Tsouparopoulou (dir.), Fierce lions, angry mice and fat-tailed sheep : Animal encounters in the ancient Near East, Cambridge, McDonald Institute for Archaeological Research, 2021 (DOI 10.17863/CAM.76169, lire en ligne)